# Liste der Kulturdenkmale in der Äußeren Neustadt (Dresden, A–K)

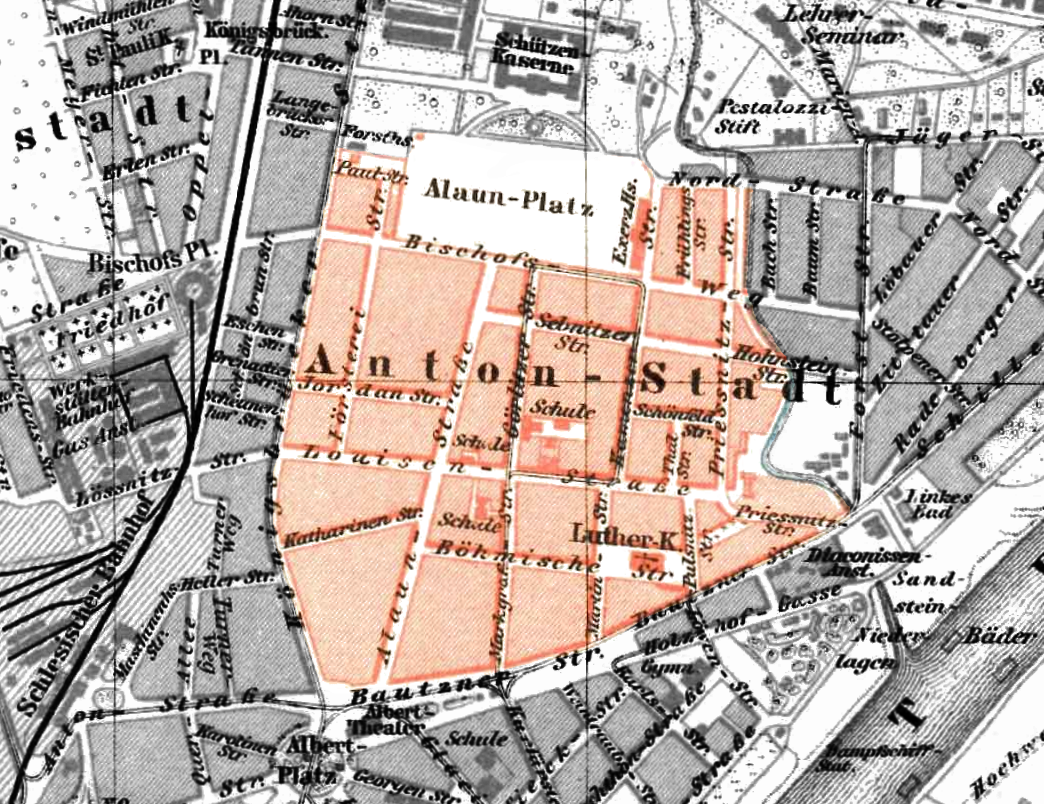
Äußere Neustadt bzw. Antonstadt um 1895

Die Liste der Kulturdenkmale in der Äußeren Neustadt enthält die Kulturdenkmale des Stadtteils Äußeren Neustadt in der Dresdner Gemarkung Neustadt. Diese Gemarkung gliedert sich in die Stadtteile Innere Neustadt, Äußere Neustadt, Leipziger Vorstadt, Radeberger Vorstadt und Albertstadt. Die Äußere Neustadt wird auch Antonstadt genannt.
Die Anmerkungen sind zu beachten.

Diese Liste ist eine Teilliste der Liste der Kulturdenkmale in Dresden.

Diese Liste ist eine Teilliste der Liste der Kulturdenkmale in Sachsen.
Aufgrund der hohen Anzahl der Kulturdenkmale wurde die alphabetisch nach Adressen geordnete Liste in folgende zwei Teillisten untergliedert:
- Liste der Kulturdenkmale in der Äußeren Neustadt (Dresden, A–K)
- Liste der Kulturdenkmale in der Äußeren Neustadt (Dresden, L–Z)

Diese Teilliste enthält alle Kulturdenkmale von A–K.

## Legende
- Bild: Bild des Kulturdenkmals, ggf. zusätzlich mit einem Link zu weiteren Fotos des Kulturdenkmals im Medienarchiv Wikimedia Commons. Wenn man auf das Kamerasymbol klickt, können Fotos zu Kulturdenkmalen aus dieser Liste hochgeladen werden:
- Bezeichnung: Denkmalgeschützte Objekte und ggf. Bauwerksname des Kulturdenkmals
- Lage: Straßenname und Hausnummer oder Flurstücknummer des Kulturdenkmals. Die Grundsortierung der Liste erfolgt nach dieser Adresse. Der Link (Karte) führt zu verschiedenen Kartendiensten mit der Position des Kulturdenkmals. Fehlt dieser Link, wurden die Koordinaten noch nicht eingetragen. Sind diese bekannt, können sie über ein Tool mit einer Kartenansicht einfach nachgetragen werden. In dieser Kartenansicht sind Kulturdenkmale ohne Koordinaten mit einem roten bzw. orangen Marker dargestellt und können durch Verschieben auf die richtige Position in der Karte mit Koordinaten versehen werden. Kulturdenkmale ohne Bild sind an einem blauen bzw. roten Marker erkennbar.
- Datierung: Baubeginn, Fertigstellung, Datum der Erstnennung oder grobe zeitliche Einordnung entsprechend des Eintrags in der sächsischen Denkmaldatenbank
- Beschreibung: Kurzcharakteristik des Kulturdenkmals entsprechend des Eintrags in der sächsischen Denkmaldatenbank, ggf. ergänzt durch die dort nur selten veröffentlichten Erfassungstexte oder zusätzliche Informationen
- ID: Vom Landesamt für Denkmalpflege Sachsen vergebene, das Kulturdenkmal eindeutig identifizierende Objekt-Nummer. Der Link führt zum PDF-Denkmaldokument des Landesamtes für Denkmalpflege Sachsen. Bei ehemaligen Kulturdenkmalen können die Objektnummern unbekannt sein und deshalb fehlen bzw. die Links von aus der Datenbank entfernten Objektnummern ins Leere führen. Ein ggf. vorhandenes Icon  führt zu den Angaben des Kulturdenkmals bei Wikidata.

## Äußere Neustadt (A – K)
| Bild                                    | Bezeichnung | Lage                                       | Datierung                                                                    | Beschreibung | ID        |
| --------------------------------------- | --- | ------------------------------------------ | ---------------------------------------------------------------------------- | --- | --------- |
|                                         | Doppelmietshaus in geschlossener Bebauung | Alaunstraße 2; 4 (Karte)                   | nach 1880 (Doppelmietshaus)                                                  | mit Laden, charakteristisches und weitgehend authentisch erhaltenes gründerzeitliches Doppelmietshaus, baugeschichtlich und stadtentwicklungsgeschichtlich bedeutend | 09214383  |
|                                         | Mietshaus in geschlossener Bebauung | Alaunstraße 10 (Karte)                     | um 1895 (Mietshaus)                                                          | mit Laden, markanter Bau mit historisierender Klinker-Sandstein-Fassade, baugeschichtlich und stadtentwicklungsgeschichtlich bedeutend | 09214375  |
|                                         | Mietshaus in geschlossener Bebauung | Alaunstraße 12 (Karte)                     | um 1895 (Mietshaus)                                                          | mit Laden, markanter Bau mit historisierender Klinker-Sandstein-Fassade, baugeschichtlich und stadtentwicklungsgeschichtlich bedeutend | 09214376  |
|                                         | Wohnhaus in halboffener Bebauung | Alaunstraße 13 (Karte)                     | 1. Drittel 19. Jh. (Wohnhaus)                                                | mit Laden, schlichter klassizistischer Putzbau, eines der wenigen noch erhaltenen Wohnhäuser aus dem ersten Drittel des 19. Jhs., baugeschichtlich und stadtentwicklungsgeschichtlich von Bedeutung | 09218822  |
|                                         | Mietshaus in geschlossener Bebauung | Alaunstraße 14 (Karte)                     | um 1885 (Mietshaus)                                                          | mit Laden, zeittypische historisierende Putz-Sandstein-Fassade, baugeschichtlich von Bedeutung | 09214382  |
|                                         | Wohnhaus in geschlossener Bebauung | Alaunstraße 15 (Karte)                     | Mitte 19. Jh. (Wohnhaus)                                                     | mit Laden, charakteristischer Putzbau aus der Mitte des 19. Jhs., baugeschichtlich und stadtentwicklungsgeschichtlich bedeutend | 09214377  |
|                                         | Mietshaus in geschlossener Bebauung | Alaunstraße 16 (Karte)                     | um 1900 (Mietshaus)                                                          | mit Laden, repräsentatives Mietshaus mit historisierender Klinker-Sandstein-Fassade, baugeschichtlich und stadtentwicklungsgeschichtlich von Bedeutung | 09214378  |
|                                         | Mietshaus in geschlossener Bebauung | Alaunstraße 17 (Karte)                     | nach 1890 (Mietshaus)                                                        | mit Laden, charakteristischer, spätgründerzeitlicher Bau mit historistischer Klinkerfassade, baugeschichtlich und stadtentwicklungsgeschichtlich von Bedeutung | 09214379  |
|                                         | Mietshaus in geschlossener Bebauung | Alaunstraße 23 (Karte)                     | nach 1880 (Mietshaus)                                                        | mit Laden, zeittypische, historisierende Putz-Sandstein-Fassade, baugeschichtlich von Bedeutung | 09214347  |
|                                         | Mietshaus in geschlossener Bebauung | Alaunstraße 27 (Karte)                     | um 1890 (Mietshaus)                                                          | mit Laden, markanter Bau mit historisierender Klinkerfassade, baugeschichtlich und stadtentwicklungsgeschichtlich bedeutend | 09214348  |
|                                         | Doppelwohnhaus in geschlossener Bebauung | Alaunstraße 29 (Karte)                     | 1. Hälfte 19. Jh. (Doppelwohnhaus)                                           | mit Läden, stammen noch aus der Bebauungsphase des Viertels in der ersten Hälfte des 19. Jahrhunderts, schlichte Putzbauten, vor allem stadtentwicklungsgeschichtlich bedeutend | 09214350  |
|                                         | Mietshaus in geschlossener Bebauung | Alaunstraße 49 (Karte)                     | 1862 (Mietshaus)                                                             | mit Laden, repräsentatives Gebäude mit ausgewogener Fassade, Zeugnis vorgründerzeitlicher Wohnbebauung, baugeschichtlich und stadtentwicklungsgeschichtlich sowie künstlerisch bedeutend. | 09214349  |
|                                         | Mietshaus in geschlossener Bebauung | Alaunstraße 53 (Karte)                     | 1894 (Mietshaus)                                                             | mit Laden, repräsentative, historisierende Putz-Sandstein-Fassade mit aufwendiger Gliederung, baugeschichtlich und stadtentwicklungsgeschichtlich von Bedeutung | 09214351  |
|                                         | Mietshaus in geschlossener Bebauung | Alaunstraße 61 (Karte)                     | um 1900 (Mietshaus)                                                          | mit Laden, zeittypischer Wohnbau mit historisierender Klinker-Werkstein-Fassade, baugeschichtlich von Bedeutung | 09214352  |
|                                         | Mietshaus in geschlossener Bebauung | Alaunstraße 62 (Karte)                     | um 1890 (Mietshaus)                                                          | mit Laden, repräsentative, ausgewogene Putz-Sandstein-Fassade mit Stilelementen der Neorenaissance, baugeschichtlich und stadtentwicklungsgeschichtlich von Bedeutung | 09214353  |
|                                         | Mietshaus in geschlossener Bebauung | Alaunstraße 64 (Karte)                     | um 1890 (Mietshaus)                                                          | mit Laden, repräsentative, ausgewogene Putz-Sandstein-Fassade mit Stilelementen der Neorenaissance, baugeschichtlich und stadtentwicklungsgeschichtlich von Bedeutung | 09214354  |
|                                         | Mietshaus in geschlossener Bebauung | Alaunstraße 68 (Karte)                     | um 1890 (Mietshaus)                                                          | mit Laden, charakteristischer, spätgründerzeitlicher Bau mit historistischer Klinker-Sandstein-Fassade, baugeschichtlich und stadtentwicklungsgeschichtlich von Bedeutung | 09214356  |
|                                         | Mietshaus in geschlossener Bebauung | Alaunstraße 70 (Karte)                     | um 1890 (Mietshaus)                                                          | mit Laden, zeittypischer Wohnbau mit repräsentative Klinker-Sandstein-Fassade, bemerkenswerte Flurausstattung mit Deckenmalerei als Dekorationsmalerei, baugeschichtlich und stadtentwicklungsgeschichtlich von Bedeutung | 09214357  |
|                                         | Doppelmietshaus in geschlossener Bebauung | Alaunstraße 71; 71a (Karte)                | 2. Hälfte 19. Jh. (Doppelmietshaus)                                          | schlichter Putzbau mit zeittypischer Fassade aus der Zeit um 1910, baugeschichtlich von Bedeutung | 09214358  |
|                                         | Jordans Chocolaten-Fabrik; Dresdner Schokoladenfabrik Jordan & Timaeus | Alaunstraße 71b (Karte)                    | um 1860 (Fabrikantenvilla)                                                   | Fabrikantenvilla (im hinteren Teil des Grundstücks); vornehm zurückhaltender Putzbau mit klassizistisch wirkender Fassade, baugeschichtlich und ortsgeschichtlich von Bedeutung | 09214359  |
|                                         | Mietshaus in geschlossener Bebauung | Alaunstraße 72 (Karte)                     | um 1890 (Mietshaus)                                                          | charakteristische Klinker-Sandstein-Fassade, baugeschichtlich und stadtentwicklungsgeschichtlich von Bedeutung | 09214360  |
| Weitere Bilder                          | Sachgesamtheit Wohnanlage Timaeusstraße mit mehreren Einzeldenkmalen | Alaunstraße 73; 75 (Karte)                 | 1936–1939 (Wohnanlage)                                                       | Sachgesamtheit Wohnanlage Timaeusstraße mit folgenden Einzeldenkmalen: Häuser einer Wohnanlage der Heimstättengenossenschaft Sachsenland, davon zwei Wohnhäuser Alaunstraße 73, 75 (ID-Nr. 09305750), 11 Wohnhäuser Timaeusstraße 1, 3, 5, 7, 9, 11, 13, 15, 17, 19, 21 (ID-Nr. 09214551), zwei Wohnhäuser Timaeusstraße 2, 4 (ID-Nr. 09218890), vier Wohnhäuser Timaeusstraße 6, 8, 10, 12 (ID-Nr. 09218891), ein Wohnhaus Timaeusstraße 14 (ID-Nr. 092198892), vier Wohnhäuser Timaeusstraße 16, 18, 20, 22 (ID-Nr. 09218893) und Förstereistraße 22, 24, 26, 28, 30 (ID-Nr. 09214549); Wohnhauszeilen an der Timaeusstraße, z. T. zurückgesetzt, auf der südlichen Seite mit platzartiger Erweiterung, hier auch ein frei stehendes Haus, an den Straßenausgängen abgewinkelt, Fortsetzung in Alaun- und Förstereistraße, traditionell gestaltete Bauten der 1930er Jahre, bemerkenswert die städtebauliche Einbindung in ein Quartier mit geschlossener Bebauung, bau- und stadtentwicklungsgeschichtlich bedeutend (siehe auch Förstereistraße 22, 24, 26, 28, 30 und Timaeusstraße). | 09214550  |
| Weitere Bilder                          | Wohnanlage Timaeusstraße: Zwei Wohnhäuser einer Wohnanlage der Heimstättengenossenschaft Sachsenland (Einzeldenkmal zu ID-Nr. 09214550)                                                                                        | Alaunstraße 73; 75 (Karte)                 | 1936–1939 (Mehrfamilienwohnhaus)                                             | Einzeldenkmal der Sachgesamtheit Wohnanlage Timaeusstraße; bau- und stadtentwicklungsgeschichtlich bedeutend | 09305750  |
|                                         | Mietshaus in geschlossener Bebauung | Alaunstraße 76 (Karte)                     | um 1890 (Mietshaus)                                                          | charakteristisches Wohnhaus mit Klinker-Sandstein-Fassade, baugeschichtlich und stadtentwicklungsgeschichtlich von Bedeutung | 09214361  |
|                                         | Wohnhaus in geschlossener Bebauung | Alaunstraße 78 (Karte)                     | um 1935 (Wohnhaus)                                                           | traditionell gestalteter Putzbau der 1930er Jahre, baugeschichtlich von Bedeutung | 09215583  |
|                                         | Mietshaus in geschlossener Bebauung | Alaunstraße 80 (Karte)                     | um 1875 (Mietshaus)                                                          | mit Laden, markanter Bau mit historisierender Fassade, baugeschichtlich und stadtentwicklungsgeschichtlich bedeutend | 09215584  |
| Weitere Bilder                          | Mietshaus in geschlossener Bebauung | Alaunstraße 81 (Karte)                     | um 1890 (Mietshaus)                                                          | mit Laden, markanter Bau mit historisierender Klinker-Sandstein-Fassade, baugeschichtlich und stadtentwicklungsgeschichtlich bedeutend | 09214362  |
|                                         | Mietshaus in geschlossener Bebauung | Alaunstraße 82 (Karte)                     | um 1875 (Mietshaus)                                                          | Putzbau mit historisierender Fassade, baugeschichtlich und stadtentwicklungsgeschichtlich bedeutend | 09215585  |
| Weitere Bilder                          | Mietshaus in geschlossene Bebauung | Alaunstraße 83 (Karte)                     | um 1885 (Mietshaus)                                                          | mit Laden, Putzbau mit historisierender Fassade, baugeschichtlich und stadtentwicklungsgeschichtlich bedeutend | 09214381  |
|                                         | Mietshaus in geschlossener Bebauung | Alaunstraße 84 (Karte)                     | um 1895 (Mietshaus)                                                          | mit Laden, markanter Bau mit historisierender Klinker-Sandstein-Fassade, baugeschichtlich und stadtentwicklungsgeschichtlich bedeutend | 09214363  |
| Weitere Bilder                          | Wohnhaus in halboffener Bebauung | Alaunstraße 85 (Karte)                     | 1. Hälfte 19. Jh. (Wohnhaus)                                                 | zeittypischer Putzbau, eines der wenigen noch erhaltenen Wohnhäuser aus der ersten Hälfte des 19. Jhs., baugeschichtlich und stadtentwicklungsgeschichtlich von Bedeutung | 09214384  |
|                                         | Mietshaus in geschlossener Bebauung | Alaunstraße 86 (Karte)                     | um 1895 (Mietshaus)                                                          | mit Laden, markanter Wohnbau mit historisierender Klinker-Sandstein-Fassade, baugeschichtlich und stadtentwicklungsgeschichtlich bedeutend | 09214364  |
| Weitere Bilder                          | Mietshaus in geschlossener Bebauung | Alaunstraße 87 (Karte)                     | 1898 (Mietshaus)                                                             | mit Laden, repräsentativer, spätgründerzeitlicher Bau mit historistischer Klinker-Sandstein-Fassade, baugeschichtlich und stadtentwicklungsgeschichtlich bedeutend | 09214365  |
|                                         | Mietshaus in ehemals geschlossener Bebauung | Alaunstraße 88 (Karte)                     | um 1895 (Mietshaus)                                                          | charakteristisches, spätgründerzeitliches Mietshaus, baugeschichtlich und stadtentwicklungsgeschichtlich von Bedeutung | 09214366  |
| Weitere Bilder                          | Mietshaus in geschlossener Bebauung | Alaunstraße 89 (Karte)                     | um 1900 (Mietshaus)                                                          | charakteristisches spätgründerzeitliches Mietshaus, baugeschichtlich und stadtentwicklungsgeschichtlich von Bedeutung | 09214367  |
| Weitere Bilder                          | Mietshaus in Ecklage und ehemals geschlossener Bebauung | Alaunstraße 90 (Karte)                     | um 1895 (Mietshaus)                                                          | charakteristische, historisierende Klinker-Sandstein-Fassade, besonderer Akzent durch verbrochene Ecke mit Balkonen, baugeschichtlich, stadtentwicklungsgeschichtlich und straßenbildprägend von Bedeutung | 09214368  |
| Weitere Bilder                          | Mietshaus in geschlossener Bebauung | Alaunstraße 91 (Karte)                     | um 1900 (Mietshaus)                                                          | markanter, spätgründerzeitlicher Bau mit historistischer Klinker-Sandstein-Fassade, baugeschichtlich und stadtentwicklungsgeschichtlich von Bedeutung | 09214369  |
| Weitere Bilder                          | Mietshaus in geschlossener Bebauung | Alaunstraße 93 (Karte)                     | um 1900 (Mietshaus)                                                          | mit Laden, charakteristischer, spätgründerzeitlicher Bau mit historistischer Klinker-Sandstein-Fassade, baugeschichtlich und stadtentwicklungsgeschichtlich von Bedeutung | 09214370  |
| Weitere Bilder                          | Mietshaus in Ecklage und geschlossener Bebauung | Alaunstraße 95 (Karte)                     | 1897 (Mietshaus)                                                             | mit Laden, repräsentatives, spätgründerzeitliches Mietshaus, besonderer Akzent durch verbrochene Ecke mit Balkonen und Bekrönung durch geschweifte Haube, baugeschichtlich, stadtentwicklungsgeschichtlich und straßenbildprägend bedeutend | 09214371  |
| Weitere Bilder                          | Mietshaus in ehemals geschlossener Bebauung | Alaunstraße 96 (Karte)                     | um 1895 (Mietshaus)                                                          | mit Laden, markantes, spätgründerzeitliches Mietshaus, baugeschichtlich und stadtentwicklungsgeschichtlich von Bedeutung | 09214372  |
| Weitere Bilder                          | Mietshaus in geschlossener Bebauung | Alaunstraße 98 (Karte)                     | um 1895 (Mietshaus)                                                          | charakteristische, historisierende Klinker-Sandstein-Fassade, baugeschichtlich und stadtentwicklungsgeschichtlich von Bedeutung | 09214373  |
| Weitere Bilder                          | Mietshaus in geschlossener Bebauung | Alaunstraße 100 (Karte)                    | um 1895 (Mietshaus)                                                          | charakteristischer, spätgründerzeitlicher Bau mit historistischer Klinker-Sandstein-Fassade, baugeschichtlich und stadtentwicklungsgeschichtlich von Bedeutung | 09214374  |
| Weitere Bilder                          | Artesischer Brunnen | Antonstraße (Karte)                        | 1832–1836 (Brunnenhaus), 1906 (Rundbau), 1990 oder 1991 (Kopie des Rundbaus) | Quellenhaus/Brunnenhaus (neben Hochhaus) und Kopie des 1906 von Hans Erlwein um die Fontäne errichteten Rundbaus (am Albertplatz, östliche Seite der Königsbrücker Straße); ortsgeschichtlich bemerkenswerte Ensemble: - Artesischer Brunnen mit Brunnenhaus an der eigentlichen Austrittsstelle des Wassers für den Artesischen Brunnen, von 1832 bis 1836 gebohrt, 2014 durch einen neuen Seitenflügel des Hochhauses am Albertplatz seitlich und von oben umbaut - Rundbau um die Fontäne am Brunnen, 1906 geschaffen von Hans Erlwein, Wasser nur bedingt als Trinkwasser geeignet, wird dank seines warmen Wassers als einziger Dresdner Brunnen auch im Winter betrieben, am Albertplatz, siehe Innere Neustadt | 09214386  |
| Weitere Bilder                          | Hochhaus am Albertplatz; Sächsische Staatsbank (ehem.) | Antonstraße 2 (Karte)                      | 1929 (Bürogebäude)                                                           | Hochhaus in Ecklage; das erste Bürohochhaus Dresdens, erbaut als Bankgebäude, Stahlbetonskelettkonstruktion und technische Ausstattung entsprachen damals modernstem Standard, von besonderer baugeschichtlich Bedeutung, darüber hinaus als die Silhouette der Neustadt prägendes Bauwerk von städtebaulichem Wert. Verwaltungsgebäude, errichtet nach Plänen von Hermann Paulick, ältestes Bürohochhaus Dresdens und eines der wenigen erhaltenen Gebäude der Dresdner Vorkriegsmoderne, bis 1948 genutzt durch die Sächsische Staatsbank, danach bis 1997 durch die Dresdner Verkehrsbetriebe, danach leerstehend, 2013–2015 Umfeldberäumung und Um-/Anbau zu einem Einkaufszentrum mit Büroetagen und Tiefgarage. | 09214385  |
| Weitere Bilder                          | Villa | Antonstraße 8 (Karte)                      | 1832 (Villa)                                                                 | klassizistischer Bau mit ausgewogener, schlichter Fassade, im Zuge der Stadterweiterung mit Grünring nach Abbruch der alten Festungsanlagen entstanden, baugeschichtlich und stadtentwicklungsgeschichtlich von Bedeutung | 09214388  |
|                                         | Villa | Antonstraße 10 (Karte)                     | um 1825 (Villa)                                                              | charakteristisches, biedermeierliches Wohngebäude des Neustädter Grünrings, baugeschichtlich, künstlerisch, städtebaulich und stadtentwicklungsgeschichtlich bedeutsam | 09214389  |
|                                         | Doppelwohnhaus in offener Bebauung | Antonstraße 14; 16 (Karte)                 | 1864 (Doppelwohnhaus)                                                        | repräsentativer Wohnbau mit historistischer Putzfassade, baugeschichtlich und stadtentwicklungsgeschichtlich von Bedeutung | 09214391  |
|                                         | Mietshaus in halboffener Bebauung | Antonstraße 18 (Karte)                     | um 1912 (Mietshaus)                                                          | mit Laden, Putzbau mit Reformstilelementen aus der Zeit um 1910, als Teil einer Platzbebauung (siehe auch Schlesischer Platz 2, 4, 6 und 8) von baugeschichtlicher und stadtentwicklungsgeschichtlicher Bedeutung | 09214392  |
| Weitere Bilder                          | Mietshaus in Ecklage und geschlossener Bebauung | Bautzner Straße 5 (Karte)                  | um 1840 (Mietshaus)                                                          | mit Läden, historistisches Wohngebäude mit Fassadengliederung nach tradierten Stilvorbildern, insbesondere der Renaissance, baugeschichtlich und städtebaulich von Bedeutung | 09214397  |
| Weitere Bilder                          | Wohnhaus in geschlossener Bebauung | Bautzner Straße 7 (Karte)                  | um 1840 (Wohnhaus)                                                           | mit Läden, Putzbau mit schlichter historisierender Fassade, weitgehend ursprünglich erhaltenes Antonstädter Gebäude, baugeschichtlich und stadtentwicklungsgeschichtlich bedeutend | 09218823  |
| Weitere Bilder                          | Wohnhaus in geschlossener Bebauung | Bautzner Straße 9 (Karte)                  | um 1840 (Wohnhaus)                                                           | mit Laden, Putzbau mit historisierender Fassade, weitgehend ursprünglich erhaltenes Antonstädter Gebäude, baugeschichtlich und stadtentwicklungsgeschichtlich bedeutend | 09218824  |
| Weitere Bilder                          | Wohnhaus in offener Bebauung, mit nordwestlichem Hintergebäude | Bautzner Straße 11 (Karte)                 | 1833/1839 (Wohnhaus), um 1910 (Hinterhaus)                                   | spätbiedermeierliches Wohnhaus mit ausgewogen gestalteter, klassizistischer Fassade, Teil eines markanten Straßenzuges, baugeschichtlich und stadtentwicklungsgeschichtlich von Bedeutung | 09214401  |
|                                         | Mietshaus in offener Bebauung | Bautzner Straße 13 (Karte)                 | bezeichnet 1900 (Hinterhaus)                                                 | als Hintergebäude errichtet, insbesondere durch die in Dresden seltene unterschiedliche Farbgebung der Klinkerfassade bemerkenswertes Gebäude von 1900, belebt durch Ornamentik und gestaltete Dachaufbauten, als bauliches Zeugnis seiner Zeit vor allem baugeschichtlich bedeutend | 09214402  |
| Weitere Bilder                          | Kronen-Apotheke: Mietshaus mit Ladenzone und im rechten Winkel zu diesem stehender Teil des Hofflügels (erste für den gestalterischen Übergang zur Rückseite des Mietshauses wichtige Fensterachse), beide in offener Bebauung | Bautzner Straße 15; 15a (Karte)            | im Kern um 1842 (Mietshaus)                                                  | markantes Gebäude aus der Zeit um 1900 mit aufwendiger neobarocker Fassade, baugeschichtlich und stadtentwicklungsgeschichtlich bedeutend | 09214404  |
| Weitere Bilder                          | Grützner-Villa; Bankhaus Löbbecke | Bautzner Straße 17 (Karte)                 | 1837 (Villa)                                                                 | Villa mit Hintergebäude, Vorgarten, Garten hinter dem Haupthaus und Einfriedung; Kleinod der Dresdner Villenarchitektur mit reicher historisierender Fassadengestaltung, wie Ornamentfries unter der Traufe, barockisierendem Balkongitter und Dreiecksbedachungen im Erdgeschoss, dazu aufwendige Innenausstattung, darunter Malerei als Dekorationsmalerei, Wohnstätte eines lokal bedeutsamen Fabrikbesitzers, baugeschichtlich, ortsgeschichtlich und personengeschichtlich, künstlerisch sowie städtebaulich bedeutend, errichtet als schlichtes, klassizistisches Wohnhaus, 1887/1888 im Besitz von Emil Grützner umgebaut, 1991–1993 restauriert, seit 1971 unter Denkmalschutz. | 09214405  |
| Weitere Bilder                          | Freimaurerloge Zu den ehernen Säulen im Orient (ehem.) | Bautzner Straße 19 (Karte)                 | 1868 (Loge)                                                                  | Loge und Rundbogentor an der Straße; charakteristischer Bau des Historismus im 3. Viertel des 19. Jahrhunderts, baugeschichtlich bedeutend, besitzt als eine der wenigen erhaltenen Logen Seltenheitswert, zudem auch künstlerisch von Belang | 09214406  |
| Weitere Bilder                          | Wohnhaus in offener Bebauung | Bautzner Straße 21 (Karte)                 | um 1834 (Wohnhaus)                                                           | biedermeierliches Gebäude mit ausgewogener, klassizistischer Fassade, baugeschichtlich und stadtentwicklungsgeschichtlich von Bedeutung | 09214408  |
|                                         | Doppelmietshaus in halboffener Bebauung und zwei Hintergebäude | Bautzner Straße 23; 25 (Karte)             | 1877 (Doppelmietshaus)                                                       | mit Ladenzone, repräsentatives Gebäude mit aufwendiger historisierender Putz-Sandstein-Fassade, baugeschichtlich, stadtentwicklungsgeschichtlich und straßenbildprägend von Bedeutung | 09214411  |
| Weitere Bilder                          | Mietshaus in Ecklage und geschlossener Bebauung | Bautzner Straße 27 (Karte)                 | 1879–1880 (Mietshaus)                                                        | mit Ladenzone, repräsentatives Gebäude mit reich gegliederter historisierender Putz-Sandstein-Fassade, baugeschichtlich, stadtentwicklungsgeschichtlich und straßenbildprägend von Bedeutung | 09214412  |
| Weitere Bilder                          | Mietshaus in Ecklage und ehemals geschlossener Bebauung | Bautzner Straße 27b (Karte)                | 1895–1896 (Mietshaus)                                                        | mit Ladenzone, eines der bemerkenswertesten, spätgründerzeitlichen Gebäude Dresdens mit aufwendiger historisierender Fassadengestaltung, baugeschichtlich und stadtentwicklungsgeschichtlich, kunsthistorisch sowie künstlerisch bedeutend | 09214413  |
| Weitere Bilder                          | Mietshaus in ehemals geschlossener Bebauung | Bautzner Straße 39 (Karte)                 | um 1890 (Mietshaus)                                                          | markanter Wohnbau mit aufwendiger Klinker-Sandstein-Fassade, baugeschichtlich und stadtentwicklungsgeschichtlich von Bedeutung | 09214414  |
|                                         | Mietshaus in geschlossener Bebauung | Bautzner Straße 49 (Karte)                 | um 1895 (Mietshaus)                                                          | mit Laden, markanter Wohnbau mit ausgewogener historisierender Putz-Sandstein-Fassade mit Stilelementen der Neorenaissance, baugeschichtlich und stadtentwicklungsgeschichtlich von Bedeutung | 09214417  |
|                                         | Mietshaus in geschlossener Bebauung | Bautzner Straße 51 (Karte)                 | um 1890 (Mietshaus)                                                          | mit Laden, markanter Wohnbau mit ausgewogener historisierender Putz-Sandstein-Fassade mit Stilelementen der Neorenaissance, baugeschichtlich und stadtentwicklungsgeschichtlich von Bedeutung | 09214746  |
|                                         | Mietshaus in geschlossener Bebauung | Bautzner Straße 53 (Karte)                 | um 1895 (Mietshaus), um 1895 (Malerei)                                       | mit Laden, charakteristischer spätgründerzeitlicher Bau mit historistischer Klinker-Sandstein-Fassade, originale Flurausstattung mit Stuckdekor und Malerei als Dekorationsmalerei, baugeschichtlich, stadtentwicklungsgeschichtlich und künstlerisch von Bedeutung | 09214747  |
|                                         | Mietshaus in Ecklage und geschlossener Bebauung | Bautzner Straße 63 (Karte)                 | 2. Hälfte 19. Jh. (Mietshaus)                                                | charakteristischer historisierender Putzbau mit verbrochener Ecke, baugeschichtlich und städtebaulich von Bedeutung | 09214415  |
|                                         | Mietshaus in geschlossener Bebauung | Bautzner Straße 65 (Karte)                 | um 1885 (Mietshaus)                                                          | mit Laden, repräsentatives Gebäude mit historisierender Putz-Sandstein-Fassade, baugeschichtlich und stadtentwicklungsgeschichtlich bedeutend | 09214749  |
|                                         | Mietshaus in geschlossener Bebauung | Bautzner Straße 67 (Karte)                 | um 1890 (Mietshaus)                                                          | mit Laden, markanter Bau mit historisierender Fassade, baugeschichtlich und stadtentwicklungsgeschichtlich bedeutend | 09214427  |
|                                         | Wohnhaus in geschlossener Bebauung | Bautzner Straße 69 (Karte)                 | 1854 (Wohnhaus)                                                              | mit Laden, Putzbau im Rundbogenstil des 19. Jhs., baugeschichtlich und stadtentwicklungsgeschichtlich von Bedeutung | 09214426  |
|                                         | Mietshaus in geschlossener Bebauung | Bautzner Straße 71 (Karte)                 | um 1890 (Mietshaus)                                                          | mit Laden, Putzbau mit schlichter, historisierender Fassade, baugeschichtlich und stadtentwicklungsgeschichtlich von Bedeutung | 09214428  |
| Weitere Bilder                          | Dresdner Molkerei Gebrüder Pfund | Bautzner Straße 75 (Karte)                 | um 1900 (Wohn- und Geschäftshaus)                                            | Wohn- und Geschäftshaus einer ehem. Molkerei mit Hintergebäuden, in geschlossener Bebauung; charakteristischer spätgründerzeitlicher Bau mit historistischer Klinker-Sandstein-Fassade, baugeschichtlich und ortsgeschichtlich von Bedeutung | 09214430  |
|                                         | Dresdner Molkerei Gebrüder Pfund | Bautzner Straße 79 (Karte)                 | 1891–1892 (Wohn- und Geschäftshaus), bezeichnet 1892 (im Laden)              | Wohn- und Geschäftshaus in geschlossener Bebauung, mit Ladenausstattung; repräsentativer Bau mit historisierender Klinker-Sandstein-Fassade, bemerkenswerter Milchladen mit reicher Ausstattung aus farbigen Porzellan-Kacheln, Schränken, Spiegeln, kandelaberartigen Säulen usw., einst als »schönstes Milchgeschäft der Welt« bezeichnet, baugeschichtlich, ortsgeschichtlich und künstlerisch von Bedeutung; wurde 1998 ins Guinness-Buch der Rekorde aufgenommen | 09214431  |
|                                         | Dresdner Molkerei Gebrüder Pfund | Bautzner Straße 81 (Karte)                 | 1. Hälfte 19. Jh. (Wohnhaus)                                                 | Wohnhaus in ehemals geschlossener Bebauung; mit Laden, markanter Bau mit historisierender Klinker-Sandstein-Fassade, baugeschichtlich und ortsgeschichtlich bedeutend | 09214433  |
| Weitere Bilder                          | Mietshaus in Ecklage und offener Bebauung | Bischofsweg 1 (Karte)                      | 2. Hälfte 19. Jh. (Mietshaus)                                                | charakteristischer, historisierender Putzbau mit verbrochener Ecke, baugeschichtlich und stadtentwicklungsgeschichtlich von Bedeutung | 09214464  |
| Weitere Bilder                          | Wohnhaus in offener Bebauung | Bischofsweg 2 (Karte)                      | 2. Hälfte 19. Jh. (Wohnhaus)                                                 | historisierendes Wohngebäude aus der Gründerzeit mit akzentuierendem Fassadenschmuck, baugeschichtlich bedeutend | 09214465  |
| Weitere Bilder                          | Wohnhaus in offener Bebauung | Bischofsweg 6 (Karte)                      | 2. Hälfte 19. Jh. (Wohnhaus)                                                 | historisierendes Wohngebäude aus der Gründerzeit, dominiert von Mittelrisalit und Balkon, akzentuierender Fassadenschmuck, baugeschichtlich bedeutend | 09214467  |
| Weitere Bilder                          | Wohnhaus in geschlossener Bebauung | Bischofsweg 16 (Karte)                     | um 1860 (Wohnhaus)                                                           | mit Laden, schlichter Putzbau, stammt noch aus der Bebauungsphase des Viertels aus der Zeit um 1860, Teil der Antonstadt, vor allem stadtentwicklungsgeschichtlich bedeutend | 09214469  |
| Weitere Bilder                          | Mietshaus in Ecklage und geschlossener Bebauung | Bischofsweg 18 (Karte)                     | 1896 (Mietshaus)                                                             | mit Ladenzone, repräsentativer Bau mit historisierender Klinker-Sandstein-Fassade und originaler Flurausstattung mit Malerei (als Dekorationsmalerei), Stuckdekor, Hermenpilaster usw., Teil der Antonstadt, baugeschichtlich und stadtentwicklungsgeschichtlich bedeutend, als Teil der auffälligen südlichen Bebauung des Alaunplatzes auch städtebaulich von Wert | 09214470  |
| Weitere Bilder                          | Mietshaus in geschlossener Bebauung | Bischofsweg 20 (Karte)                     | um 1895 (Mietshaus)                                                          | mit Laden, charakteristisches, spätgründerzeitliches Mietshaus, zur Antonstadt gehörig, baugeschichtlich und stadtentwicklungsgeschichtlich bedeutend, als Teil der auffälligen südlichen Bebauung des Alaunplatzes auch städtebaulich von Wert | 09214471  |
| Weitere Bilder                          | Mietshaus in geschlossener Bebauung | Bischofsweg 22 (Karte)                     | um 1895 (Mietshaus)                                                          | mit Laden, charakteristisches, spätgründerzeitliches Mietshaus, zur Antonstadt gehörig, baugeschichtlich und stadtentwicklungsgeschichtlich bedeutend, als Teil der auffälligen südlichen Bebauung des Alaunplatzes auch städtebaulich von Wert | 09214472  |
| Weitere Bilder                          | Wohnhaus in geschlossener Bebauung | Bischofsweg 26 (Karte)                     | 1868 (Wohnhaus)                                                              | mit Gaststätte, markanter Bau mit historisierender Putz-Sandstein-Fassade, zur Antonstadt gehörig, baugeschichtlich und stadtentwicklungsgeschichtlich bedeutend, als Teil der auffälligen südlichen Bebauung des Alaunplatzes auch städtebaulich von Wert | 09214473  |
| Weitere Bilder                          | Mietshaus in geschlossener Bebauung | Bischofsweg 28 (Karte)                     | um 1895 (Mietshaus)                                                          | mit Laden, Deckengestaltung mit Stuck und Ausmalung (als Dekorationsmalerei) in der Durchfahrt, markantes spätgründerzeitliches Wohngebäudes des Historismus mit zeittypischer Klinker-Werksteinfassade, aufwendig, zur Antonstadt gehörig, baugeschichtlich, künstlerisch und stadtentwicklungsgeschichtlich bedeutend, als Teil der auffälligen südlichen Bebauung des Alaunplatzes auch städtebaulich von Wert | 09214474  |
| Weitere Bilder                          | Mietshaus in geschlossener Bebauung | Bischofsweg 30 (Karte)                     | um 1895 (Mietshaus)                                                          | repräsentatives Gebäude mit Klinker-Sandstein-Fassade und Mittelrisalit, belebt durch aufwendigen historisierenden Bauschmuck, markanter Wohnbau des ausgehenden 19. Jahrhunderts, zur Antonstadt gehörig, baugeschichtlich und stadtentwicklungsgeschichtlich bedeutend, als Teil der auffälligen südlichen Bebauung des Alaunplatzes auch städtebaulich von Wert | 09214475  |
| Weitere Bilder                          | Mietshaus in geschlossener Bebauung | Bischofsweg 32 (Karte)                     | um 1895 (Mietshaus)                                                          | mit Laden, markantes spätgründerzeitliches Wohngebäudes des Historismus mit zeittypischer Klinker-Werksteinfassade, aufwendig, zur Antonstadt gehörig, baugeschichtlich und künstlerisch bedeutend, als Teil der auffälligen südlichen Bebauung des Alaunplatzes auch städtebaulich von Wert | 09214477  |
| Weitere Bilder                          | Mietshaus in geschlossener Bebauung | Bischofsweg 34 (Karte)                     | um 1895 (Mietshaus)                                                          | Laden im Erdgeschoss, historistischer Bau mit charakteristische Klinker-Sandstein-Fassade, in den Obergeschossen spiegelbildlich zu Nummer 36, zur Antonstadt gehörig, baugeschichtlich und stadtentwicklungsgeschichtlich von Bedeutung, als Teil der auffälligen südlichen Bebauung des Alaunplatzes auch städtebaulich von Wert | 09214478  |
| Weitere Bilder                          | Mietshaus in geschlossener Bebauung | Bischofsweg 36 (Karte)                     | um 1895 (Mietshaus)                                                          | Laden im Erdgeschoss, historistischer Bau mit charakteristische Klinker-Sandstein-Fassade, in den Obergeschossen spiegelbildlich zu Nummer 34, zur Antonstadt gehörig, baugeschichtlich und stadtentwicklungsgeschichtlich von Bedeutung, als Teil der auffälligen südlichen Bebauung des Alaunplatzes auch städtebaulich von Wert | 09214480  |
| Weitere Bilder                          | Mietshaus in geschlossener Bebauung | Bischofsweg 38 (Karte)                     | um 1895 (Mietshaus)                                                          | mit Laden, markanter Bau mit historisierender Klinker-Sandstein-Fassade, zur Antonstadt gehörig, baugeschichtlich und stadtentwicklungsgeschichtlich bedeutend, als Teil der auffälligen südlichen Bebauung des Alaunplatzes auch städtebaulich von Wert | 09214481  |
| Weitere Bilder                          | Mietshaus in geschlossener Bebauung | Bischofsweg 40 (Karte)                     | um 1895 (Mietshaus)                                                          | mit Laden, charakteristisches, spätgründerzeitliches Mietshaus des Historismus, zur Antonstadt gehörig, baugeschichtlich und stadtentwicklungsgeschichtlich bedeutend, als Teil der auffälligen südlichen Bebauung des Alaunplatzes auch städtebaulich von Wert | 09214482  |
| Weitere Bilder                          | Mietshaus in geschlossener Bebauung | Bischofsweg 42 (Karte)                     | um 1895 (Mietshaus)                                                          | mit Laden, Putzbau mit charakteristischer historisierender Fassade, zur Antonstadt gehörig, baugeschichtlich und stadtentwicklungsgeschichtlich bedeutend, als Teil der auffälligen südlichen Bebauung des Alaunplatzes auch städtebaulich von Wert | 09214485  |
| Weitere Bilder                          | Mietshaus in geschlossener Bebauung | Bischofsweg 44 (Karte)                     | um 1895 (Mietshaus)                                                          | mit Laden, charakteristisches, spätgründerzeitliches Mietshaus, zur Antonstadt gehörig, baugeschichtlich und stadtentwicklungsgeschichtlich bedeutend, als Teil der auffälligen südlichen Bebauung des Alaunplatzes auch städtebaulich von Wert | 09214486  |
| Weitere Bilder                          | Mietshaus in geschlossener Bebauung | Bischofsweg 46 (Karte)                     | um 1900 (Mietshaus)                                                          | markanter Bau mit historisierender Klinker-Fassade, zur Antonstadt gehörig, baugeschichtlich und stadtentwicklungsgeschichtlich bedeutend, als Teil der auffälligen südlichen Bebauung des Alaunplatzes auch städtebaulich von Wert | 09214487  |
| Weitere Bilder                          | Mietshaus in Ecklage und geschlossener Bebauung | Bischofsweg 48 (Karte)                     | bezeichnet 1901 (Mietshaus)                                                  | mit Laden, markantes Eckhaus mit historisierender Klinker-Sandstein-Fassade, zur Antonstadt gehörig, baugeschichtlich und stadtentwicklungsgeschichtlich von Bedeutung, als Teil der auffälligen südlichen Bebauung des Alaunplatzes auch städtebaulich von Wert | 09214468  |
|                                         | Mietshaus in geschlossener Bebauung | Bischofsweg 50 (Karte)                     | um 1895 (Mietshaus)                                                          | mit Laden, charakteristische, historisierende Klinker-Sandstein-Fassade, zur Antonstadt gehörig, baugeschichtlich und stadtentwicklungsgeschichtlich von Bedeutung, als Teil der auffälligen südlichen Bebauung des Alaunplatzes auch städtebaulich von Wert | 09214488  |
|                                         | Mietshaus in geschlossener Bebauung | Bischofsweg 52 (Karte)                     | 2. Hälfte 19. Jh. (Mietshaus)                                                | mit Laden, Klinkerfassade in Formen des ausgehenden Historismus, Putz- und Natursteingliederungen, Mittenbetonung durch Balkone mit schmiedeeisernem Geländer, zur Antonstadt gehörig, ortsentwicklungsgeschichtlich und baugeschichtlich von Bedeutung, als Teil der auffälligen südlichen Bebauung des Alaunplatzes auch städtebaulich von Wert | 09214489  |
|                                         | Mietshaus in geschlossener Bebauung | Bischofsweg 54 (Karte)                     | um 1895 (Mietshaus)                                                          | charakteristische, historisierende Klinker-Sandstein-Fassade, zur Antonstadt gehörig, baugeschichtlich und stadtentwicklungsgeschichtlich von Bedeutung, als Teil der auffälligen südlichen Bebauung des Alaunplatzes auch städtebaulich von Wert | 09214490  |
|                                         | Mietshaus in geschlossener Bebauung | Bischofsweg 56 (Karte)                     | um 1895 (Mietshaus)                                                          | mit Laden, charakteristische, historisierende Klinker-Sandstein-Fassade, zur Antonstadt gehörig, baugeschichtlich und stadtentwicklungsgeschichtlich von Bedeutung, als Teil der auffälligen südlichen Bebauung des Alaunplatzes auch städtebaulich von Wert | 09214492  |
|                                         | Mietshaus in geschlossener Bebauung | Bischofsweg 58 (Karte)                     | um 1895 (Mietshaus)                                                          | charakteristische, historisierende Klinker-Sandstein-Fassade, zur Antonstadt gehörig, baugeschichtlich und stadtentwicklungsgeschichtlich von Bedeutung, als Teil der auffälligen südlichen Bebauung des Alaunplatzes auch städtebaulich von Wert | 09214491  |
|                                         | Mietshaus in geschlossener Bebauung | Bischofsweg 60 (Karte)                     | 1882–1883 (Mietshaus)                                                        | historistisches Wohngebäude, Fassade mit Schmuck- und Gliederungselementen nach tradierten Stilvorbildern, insbesondere der Renaissance (Horizontalgliederung, ädikula-artig gerahmte Fenster, Beletage), zur Antonstadt gehörig, baugeschichtlich und stadtentwicklungsgeschichtlich von Bedeutung, als Teil der auffälligen südlichen Bebauung des Alaunplatzes auch städtebaulich von Wert | 09214493  |
|                                         | Mietshaus in geschlossener Bebauung | Bischofsweg 62 (Karte)                     | um 1895 (Mietshaus)                                                          | markanter spätgründerzeitlicher Bau mit historisierender Fassade und vorgelagertem, mittigem Erker mit Turmbekrönung, zur Antonstadt gehörig, baugeschichtlich und stadtentwicklungsgeschichtlich bedeutend, als Teil der auffälligen südlichen Alaunplatzbebauung auch städtebaulich von Wert | 09214494  |
|                                         | Mietshaus in geschlossener Bebauung | Bischofsweg 64 (Karte)                     | 1880/1890 (Mietshaus)                                                        | markanter gründerzeitlicher Bau mit historisierender Fassade, zur Antonstadt gehörig, baugeschichtlich und stadtentwicklungsgeschichtlich bedeutend, als Teil der auffälligen südlichen Alaunplatzbebauung auch städtebaulich von Wert | 09214495  |
|                                         | Wohnhaus in geschlossener Bebauung | Bischofsweg 68 (Karte)                     | 1860 (Wohnhaus)                                                              | repräsentatives Gebäude mit ausgewogener Fassade, Zeugnis vorgründerzeitlicher Wohnbebauung, zur Antonstadt gehörig, baugeschichtlich und stadtentwicklungsgeschichtlich bedeutend, als Teil der auffälligen südlichen Bebauung des Alaunplatzes auch städtebaulich von Wert | 09214496  |
|                                         | Mietshaus in Ecklage und geschlossener Bebauung | Bischofsweg 76 (Karte)                     | um 1880 (Mietshaus)                                                          | charakteristischer, historisierender Putzbau mit verbrochener Ecke, baugeschichtlich und stadtentwicklungsgeschichtlich bedeutend, als Teil der südlichen Alaunplatzbebauung auch städtebaulich von Belang | 09215261  |
|                                         | Wohnhaus in geschlossener Bebauung | Bischofsweg 94 (Karte)                     | 2. Hälfte 19. Jh. (Wohnhaus)                                                 | markanter gründerzeitlicher Bau mit historisierender Fassade, baugeschichtlich und stadtentwicklungsgeschichtlich bedeutend | 09214497  |
|                                         | Wohnhaus in Ecklage und ehemals geschlossener Bebauung | Böhmische Straße 1 (Karte)                 | 2. Viertel 19. Jh. (Wohnhaus)                                                | mit Laden, historisierender Putzbau mit verbrochener Ecke, eines der wenigen noch erhaltenen Wohnhäuser aus der ersten Hälfte des 19. Jhs. des Auf dem Sand genannten vorstädtischen Viertels, baugeschichtlich und stadtentwicklungsgeschichtlich bedeutend | 09214521  |
|                                         | Wohnhaus in offener Bebauung | Böhmische Straße 4 (Karte)                 | um 1870 (Wohnhaus)                                                           | Putzbau mit historisierender Fassade, baugeschichtlich und stadtentwicklungsgeschichtlich von Bedeutung | 09214523  |
|                                         | Wohnhaus in geschlossener Bebauung | Böhmische Straße 9 (Karte)                 | 2. Viertel 19. Jh. (Wohnhaus)                                                | zeittypischer Putzbau, eines der wenigen noch erhaltenen Wohnhäuser aus der ersten Hälfte des 19. Jhs. des Auf dem Sand genannten vorstädtischen Viertels, baugeschichtlich und stadtentwicklungsgeschichtlich von Bedeutung | 09214524  |
|                                         | Lederwarenfabrik Heinrich Thiele (ehem.): Ehemaliges Verwaltungsgebäude | Böhmische Straße 10 (Karte)                | um 1870 (Verwaltung)                                                         | heute als Wohnhaus genutzt, charakteristischer Bau mit historisierender Fassadengliederung, Teil der Antonstadt, baugeschichtlich und stadtentwicklungsgeschichtlich von Bedeutung | 09214536  |
|                                         | Wohnhaus in geschlossener Bebauung | Böhmische Straße 11 (Karte)                | um 1870 (Wohnhaus)                                                           | Beispiel für die dreigeschossige Bebauung der sehr schmalen Böhmischen Straße, Teil der Antonstadt, stadtentwicklungsgeschichtlich von Bedeutung | 09214525  |
|                                         | Haustür eines Wohnhauses | Böhmische Straße 13 (Karte)                | um 1905 (Tür)                                                                | bemerkenswerte und lokal seltene Jugendstiltür, original erhaltenes Türblatt mit geschwungenen Metallgittern in den Glasbereichen, handwerklich-künstlerisch von Bedeutung | 09214526  |
|                                         | Wohnhaus in geschlossener Bebauung | Böhmische Straße 15 (Karte)                | um 1870 (Wohnhaus)                                                           | mit Laden, historisierende Putz-Sandstein-Fassade, Beispiel für die dreigeschossige Bebauung in der Böhmischen Straße, Teil der Antonstadt, baugeschichtlich und stadtentwicklungsgeschichtlich von Bedeutung | 09214527  |
|                                         | Wohnhaus in geschlossener Bebauung | Böhmische Straße 17 (Karte)                | bezeichnet 1840 (auf Schlussstein im Keller)                                 | charakteristisches, spätklassizistisches Bürgerhaus, eines der ersten Gebäude nach 1800 im Auf dem Sand genannten vorstädtischen Viertel, seit 1835 Antonstadt, baugeschichtlich und ortsgeschichtlich bedeutend | 09218830  |
| Weitere Bilder                          | Mietshaus in Ecklage und halboffener Bebauung | Böhmische Straße 18 (Karte)                | um 1890 (Mietshaus)                                                          | mit Laden, charakteristischer, historisierender Putzbau mit verbrochener Ecke, Teil der Antontstadt, baugeschichtlich und stadtentwicklungsgeschichtlich bedeutend | 09214528  |
|                                         | Wohnhaus in geschlossener Bebauung | Böhmische Straße 19 (Karte)                | 1840 (Wohnhaus)                                                              | charakteristisches, spätklassizistisches Bürgerhaus, eines der ersten Gebäude nach 1800 im Auf dem Sand genannten vorstädtischen Viertel, seit 1835 Antonstadt, baugeschichtlich und ortsgeschichtlich bedeutend | 09214529  |
|                                         | Mietshaus in geschlossener Bebauung | Böhmische Straße 20 (Karte)                | 2. Hälfte 19. Jh. (Mietshaus)                                                | charakteristischer Putzbau mit historistischer Fassade, Teil der Antonstadt, baugeschichtlich und stadtentwicklungsgeschichtlich bedeutend | 09214530  |
|                                         | Wohnhaus in geschlossener Bebauung | Böhmische Straße 21 (Karte)                | 1840 (Wohnhaus)                                                              | charakteristisches, spätklassizistisches Bürgerhaus, eines der ersten Gebäude nach 1800 im Auf dem Sand genannten vorstädtischen Viertel, seit 1835 Antonstadt, baugeschichtlich und ortsgeschichtlich bedeutend | 09218831  |
|                                         | Mietshaus in geschlossener Bebauung | Böhmische Straße 23 (Karte)                | bezeichnet 1897 (Mietshaus)                                                  | charakteristischer, etwas aufwendiger gestalteter Klinker-Sandstein-Bau des Historismus, Teil der Antonstadt, baugeschichtlich und stadtentwicklungsgeschichtlich bedeutend | 09214531  |
| Weitere Bilder                          | Wohnhaus und Hintergebäude in ehemals geschlossener Bebauung | Böhmische Straße 34 (Karte)                | 2. Viertel 19. Jh. (Wohnhaus), um 1885 (Hinterhaus)                          | heute Lokal, zweigeschossiges, charakteristisches spätklassizistisches Bürgerhaus, gehört zu den ersten nach 1800 im Auf dem Sand genannten Viertel, seit 1835 Antonstadt, errichteten Gebäuden, baugeschichtlich und ortsgeschichtlich bedeutend | 09214751  |
|                                         | Wohnhaus in geschlossener Bebauung | Böhmische Straße 36 (Karte)                | um 1870 (Wohnhaus)                                                           | charakteristischer Putzbau mit historisierender Fassade, Teil der Antonstadt, baugeschichtlich und stadtentwicklungsgeschichtlich bedeutend | 09215267  |
| Weitere Bilder                          | Mietshaus in geschlossener Bebauung | Böhmische Straße 37 (Karte)                | um 1890 (Mietshaus)                                                          | heute Gebäude der Neuapostolischen Gemeinde, markanter Wohnbau mit historisierender Putz-Sandstein-Fassade, im Innenhof bemerkenswerter Brunnen unter der Pflasterung, Teil der Antonstadt, baugeschichtlich und stadtentwicklungsgeschichtlich bedeutend | 09214673  |
|                                         | Mietshaus in geschlossener Bebauung | Böhmische Straße 38 (Karte)                | 1896 (Mietshaus)                                                             | repräsentativer Wohnbau des Historismus, charakteristische Klinker-Werkstein-Fassade, als prägnantes bauliches Zeugnis seiner Zeit vor allem baugeschichtlich bedeutend, als Teil der Antonstadt auch stadtentwicklungsgeschichtlich von Wert | 09214522  |
| Weitere Bilder                          | Wohnhausgruppe in Ecklage (Dammweg 1/1b und Lößnitzstraße 8) | Dammweg 1; 1b (Karte)                      | um 1930 (Mehrfamilienwohnhaus)                                               | markante fünfgeschossige Gebäudegruppe belebt von expressionistischen Gestaltungselementen, wie dreieckigen Fensterbedachungen usw., Beispiel für den Kleinwohnungs- und Siedlungsbau um 1930, vor allem baugeschichtlich bedeutend | 09214635  |
| Weitere Bilder                          | Villa mit Einfriedung | Dammweg 5 (Karte)                          | Mitte 19. Jh. (Villa)                                                        | historisierender Putzbau, zur Scheunenhofstraße mit betonter Mittelachse, schlicht, aber charakteristisch für seine Zeit, einfaches Beispiel der Semper-Nicolai-Schule, lokaler Dresdner Stil nach 1850, baugeschichtlich von Bedeutung | 09214636  |
|                                         | Mietshaus in offener Bebauung | Dr.-Friedrich-Wolf-Straße 2 (Karte)        | um 1870 (Mietshaus)                                                          | repräsentativer Wohnbau mit historisierender Fassade, besonderer Akzent durch Balkone mit Ziergittern, erhaltener Teil einer geschlossenen Zeile von ursprünglich neun Häusern gegenüber dem Bahnhof Neustadt, baugeschichtlich und stadtentwicklungsgeschichtlich von Bedeutung | 09214583  |
| Weitere Bilder                          | Wohnhaus in offener Bebauung mit Einfriedung | Erna-Berger-Straße 6 (Karte)               | um 1875 (Wohnhaus)                                                           | charakteristischer Putzbau mit historisierender Fassade, baugeschichtlich von Bedeutung | 09215304  |
|                                         | Wohnhaus in offener Bebauung mit Einfriedung | Erna-Berger-Straße 15 (Karte)              | um 1875 (Wohnhaus)                                                           | markanter Putzbau mit historisierender Fassade, baugeschichtlich von Bedeutung | 09215305  |
|                                         | Mietshaus in offener Bebauung, mit Einfriedung | Erna-Berger-Straße 17 (Karte)              | um 1880 (Mietshaus)                                                          | charakteristischer spätgründerzeitlicher Bau mit historistischer Putz-Sandstein-Fassade, baugeschichtlich von Bedeutung | 09215306  |
| Weitere Bilder                          | Mietshaus in Ecklage und geschlossener Bebauung | Eschenstraße 1 (Karte)                     | um 1876, lt. Adressbuch (Mietshaus)                                          | charakteristische, historisierende Putz-Sandstein-Fassade, besonderer Akzent durch verbrochene Ecke mit Balkonen, Teil eines auffälligen gründerzeitlichen Gevierts, baugeschichtlich und stadtentwicklungsgeschichtlich von Bedeutung | 09214626  |
| Weitere Bilder                          | Mietshaus in geschlossener Bebauung | Eschenstraße 3 (Karte)                     | um 1878, lt. Adressbuch (Mietshaus)                                          | charakteristischer Wohnbau mit historistischer Fassade, Teil eines auffälligen gründerzeitlichen Gevierts, baugeschichtlich und stadtentwicklungsgeschichtlich bedeutend | 09214627  |
| Weitere Bilder                          | Mietshaus in geschlossener Bebauung | Eschenstraße 5 (Karte)                     | um 1878, lt. Adressbuch (Mietshaus)                                          | charakteristischer gründerzeitlicher Wohnbau mit historisierender Putz-Sandstein-Fassade, Teil eines auffälligen gründerzeitlichen Gevierts, baugeschichtlich und stadtentwicklungsgeschichtlich von Bedeutung | 09214628  |
| Weitere Bilder                          | Villa | Eschenstraße 6 (Karte)                     | 1862 (Villa)                                                                 | ehemals vorstädtisches Gebäude, mit Motiv, wie dem Mittelrisalit einschließlich Rundbogenfenstern Beispiel der Semper-Nicolai-Schule, einem nach 1850 vorherrschenden lokalen Dresdner Stil, baugeschichtlich von Bedeutung | 09214632  |
| Weitere Bilder                          | Mietshaus in geschlossener Bebauung | Eschenstraße 7 (Karte)                     | um 1878, lt. Adressbuch (Mietshaus)                                          | gründerzeitlicher Putzbau mit historisierender Fassade, Teil eines auffälligen gründerzeitlichen Gevierts, baugeschichtlich und stadtentwicklungsgeschichtlich bedeutend | 09214629  |
| Weitere Bilder                          | Mietshaus in Ecklage und geschlossener Bebauung | Eschenstraße 9 (Karte)                     | um 1878, lt. Adressbuch (Mietshaus)                                          | charakteristische, historisierende Putz-Sandstein-Fassade, besonderer Akzent durch verbrochene Ecke mit Balkonen, Teil eines auffälligen gründerzeitlichen Gevierts, baugeschichtlich und stadtentwicklungsgeschichtlich von Bedeutung | 09214630  |
|                                         | Mietshaus in geschlossener Bebauung | Förstereistraße 1 (Karte)                  | um 1890 (Mietshaus)                                                          | spätgründerzeitlicher Bau mit historisierender Fassade, als Teil einer ehemals geschlossenen Blockrandbebauung baugeschichtlich von Bedeutung | 09214966  |
|                                         | Mietshaus in geschlossener Bebauung | Förstereistraße 3 (Karte)                  | um 1890 (Mietshaus)                                                          | mit Laden, spätgründerzeitlicher Bau mit historisierender Klinker-Sandstein-Fassade, als Teil einer ehemals geschlossenen Blockrandbebauung baugeschichtlich von Bedeutung | 09214967  |
|                                         | Mietshaus in ehemals geschlossener Bebauung | Förstereistraße 5 (Karte)                  | um 1890 (Mietshaus)                                                          | mit Laden, spätgründerzeitlicher Bau mit historisierender Klinker-Sandstein-Fassade, als Teil einer ehemals geschlossenen Blockrandbebauung baugeschichtlich von Bedeutung | 09214592  |
|                                         | Mietshaus in halboffener Bebauung | Förstereistraße 13 (Karte)                 | um 1895 (Mietshaus)                                                          | mit Laden, spätgründerzeitlicher Bau mit historisierender Putz-Sandstein-Fassade, als Teil einer ehemals geschlossenen Blockrandbebauung baugeschichtlich von Bedeutung | 09214998  |
|                                         | Mietshaus in geschlossener Bebauung | Förstereistraße 14 (Karte)                 | um 1885 (Mietshaus)                                                          | gründerzeitlicher Bau mit historisierender Fassade, als Teil einer geschlossenen Blockrandbebauung baugeschichtlich von Bedeutung | 09214999  |
|                                         | Mietshaus in geschlossener Bebauung | Förstereistraße 16 (Karte)                 | um 1885 (Mietshaus)                                                          | gründerzeitlicher Bau mit historisierender Putz-Sandstein-Fassade, als Teil einer geschlossenen Blockrandbebauung baugeschichtlich von Bedeutung | 09215000  |
|                                         | Mietshaus in geschlossener Bebauung | Förstereistraße 17 (Karte)                 | um 1895 (Mietshaus)                                                          | spätgründerzeitlicher Bau mit historisierender Putz-Sandstein-Fassade, als Teil einer geschlossenen Blockrandbebauung baugeschichtlich von Bedeutung | 09214997  |
|                                         | Mietshaus in geschlossener Bebauung | Förstereistraße 18 (Karte)                 | um 1885 (Mietshaus)                                                          | gründerzeitlicher Bau mit historisierender Klinker-Sandstein-Fassade, als Teil einer geschlossenen Blockrandbebauung baugeschichtlich von Bedeutung | 09215001  |
| Weitere Bilder                          | Mietshaus in geschlossener Bebauung | Förstereistraße 19 (Karte)                 | bezeichnet 1894 (Mietshaus)                                                  | spätgründerzeitlicher Bau mit historisierender Klinker-Sandstein-Fassade, als Teil einer geschlossenen Blockrandbebauung baugeschichtlich von Bedeutung | 09214996  |
| Weitere Bilder                          | Mietshaus in geschlossener Bebauung | Förstereistraße 21 (Karte)                 | um 1895 (Mietshaus)                                                          | spätgründerzeitlicher Bau mit historisierender Klinker-Sandstein-Fassade, als Teil einer geschlossenen Blockrandbebauung baugeschichtlich von Bedeutung | 09214995  |
|                                         | Wohnanlage Timaeusstraße: fünf Mehrfamilienhäuser einer Wohnanlage der Heimstättengenossenschaft Sachsenland (Einzeldenkmal zu ID-Nr. 09214550)                                                                                | Förstereistraße 22; 24; 26; 28; 30 (Karte) | 1936–1939 (Mehrfamilienwohnhaus)                                             | Einzeldenkmal der Sachgesamtheit Wohnanlage Timaeusstraße; baugeschichtlich und stadtentwicklungsgeschichtlich bedeutend | 0921F4725 |
| Weitere Bilder                          | Mietshaus in geschlossener Bebauung | Förstereistraße 25 (Karte)                 | um 1895 (Mietshaus)                                                          | spätgründerzeitlicher Bau mit historisierender Klinker-Sandstein-Fassade, als Teil einer geschlossenen Blockrandbebauung baugeschichtlich von Bedeutung | 09214994  |
| Weitere Bilder                          | Mietshaus in geschlossener Bebauung | Förstereistraße 27 (Karte)                 | um 1895 (Mietshaus)                                                          | spätgründerzeitlicher Bau mit historisierender Klinker-Sandstein-Fassade, als Teil einer geschlossenen Blockrandbebauung baugeschichtlich von Bedeutung | 09214993  |
| Weitere Bilder                          | Mietshaus in geschlossener Bebauung | Förstereistraße 29 (Karte)                 | um 1895 (Mietshaus)                                                          | spätgründerzeitlicher Bau mit historisierender Klinker-Sandstein-Fassade, als Teil einer geschlossenen Blockrandbebauung baugeschichtlich von Bedeutung | 09214992  |
| Weitere Bilder                          | Mietshaus in geschlossener Bebauung | Förstereistraße 31 (Karte)                 | um 1895 (Mietshaus)                                                          | spätgründerzeitlicher Bau mit historisierender Klinker-Sandstein-Fassade, als Teil einer geschlossenen Blockrandbebauung baugeschichtlich von Bedeutung | 09214991  |
| Weitere Bilder                          | Mietshaus in geschlossener Bebauung | Förstereistraße 33 (Karte)                 | um 1895 (Mietshaus)                                                          | mit Laden, spätgründerzeitlicher Bau mit historisierender Klinker-Sandstein-Fassade, als Teil einer geschlossenen Blockrandbebauung baugeschichtlich von Bedeutung | 09214990  |
| Weitere Bilder                          | Mietshaus in geschlossener Bebauung | Förstereistraße 35 (Karte)                 | um 1895 (Mietshaus)                                                          | mit Laden, spätgründerzeitlicher Bau mit historisierender Klinker-Sandstein-Fassade, als Teil einer geschlossenen Blockrandbebauung baugeschichtlich von Bedeutung | 09214989  |
| Weitere Bilder                          | Mietshaus in geschlossener Bebauung | Förstereistraße 37 (Karte)                 | um 1895 (Mietshaus)                                                          | mit Laden, spätgründerzeitlicher Bau mit historisierender Klinker-Sandstein-Fassade, als Teil einer geschlossenen Blockrandbebauung baugeschichtlich von Bedeutung | 09214988  |
| Direkt Bild zu diesem Denkmal hochladen | Ausmalung als Dekorationsmalerei im Eingangsbereich | Förstereistraße 40 (Karte)                 | um 1900 (Malerei)                                                            | drei mit figuralen und ornamentalen Darstellungen sowie Stuckdekor gestaltete historisierende Decken/Plafonds, vor allem im Stil der Renaissance, vor allem kunsthistorisch bedeutend. Bei den drei Deckenbildern der Förstereistraße 40 in Dresden, Äußere Neustadt handelt sich um weitgehend authentisch erhaltene Beispiele spätgründerzeitlicher bzw. historisierender Hausausstattung aus der Zeit um 1900. Sie veranschaulicht den hohen Stand des damaligen Kunsthandwerks. Als Innenarchitektur sind sie zudem ein baugeschichtliches Zeitzeugnis. Demzufolge ergibt sich der Denkmalwert aus der kunsthandwerklichen oder künstlerischen (kunstgeschichtlichen) und baugeschichtlichen Bedeutung. | 09218834  |
| Weitere Bilder                          | Mietshaus in Ecklage in geschlossener Bebauung | Förstereistraße 44 (Karte)                 | bezeichnet 1888, am Balkongitter (Mietshaus)                                 | mit Laden, charakteristischer, historisierender Putzbau mit verbrochener Ecke, als Teil einer geschlossenen Blockrandbebauung baugeschichtlich und stadtentwicklungsgeschichtlich bedeutend | 09214637  |
| Weitere Bilder                          | Mietshaus in geschlossener Bebauung | Förstereistraße 47 (Karte)                 | 1876 (Mietshaus)                                                             | gründerzeitlicher Bau mit historisierender Fassade, als Teil einer geschlossenen Blockrandbebauung baugeschichtlich von Bedeutung | 09215002  |
|                                         | Mietshaus in halboffener Bebauung | Frühlingstraße 9 (Karte)                   | um 1900 (Mietshaus)                                                          | spätgründerzeitlicher Wohnbau mit aufwendiger Klinker-Sandstein-Fassade, baugeschichtlich von Bedeutung | 09215262  |
|                                         | Mietshaus in geschlossener Bebauung | Frühlingstraße 12 (Karte)                  | um 1880 (Mietshaus)                                                          | Geburtshaus von Hans Otto (Erinnerungstafel neben Eingang), gründerzeitlicher Putzbau mit historisierender Fassade, baugeschichtlich und ortsgeschichtlich von Bedeutung | 09215094  |
|                                         | Mietshaus in offener Bebauung | Frühlingstraße 22 (Karte)                  | 1904 (Mietshaus)                                                             | charakteristischer spätgründerzeitlicher Bau mit historistischer Klinker-Sandstein-Fassade, baugeschichtlich und stadtentwicklungsgeschichtlich bedeutend | 09215260  |
| Weitere Bilder                          | Mietshaus in Ecklage und geschlossener Bebauung | Görlitzer Straße 1 (Karte)                 | 1881 (Mietshaus)                                                             | mit Läden, markanter Bau mit historisierender Fassade, Teil einer geschlossenen gründerzeitlichen Häuserzeile, baugeschichtlich und stadtentwicklungsgeschichtlich bedeutend | 09214678  |
| Weitere Bilder                          | Mietshaus in Ecklage und geschlossener Bebauung | Görlitzer Straße 2 (Karte)                 | um 1900 (Mietshaus)                                                          | mit Läden, repräsentatives Gebäude mit aufwendiger Fassadengestaltung der Spätphase des Historismus im 19. Jahrhundert, Teil einer geschlossenen gründerzeitlichen Häuserzeile, baugeschichtlich, stadtentwicklungsgeschichtlich und im Straßenkreuzungsbereich Louisenstraße/Rothenburger Straße und Görlitzer Straße entscheidend straßenbildprägend von Bedeutung | 09214723  |
| Weitere Bilder                          | Mietshaus in geschlossener Bebauung | Görlitzer Straße 2b (Karte)                | um 1900 (Mietshaus)                                                          | mit Läden, spätgründerzeitlicher Bau mit historisierender Klinker-Sandstein-Fassade, Teil einer markanten Blockbebauung, baugeschichtlich von Bedeutung | 09210399  |
| Weitere Bilder                          | Mietshaus in geschlossener Bebauung | Görlitzer Straße 3 (Karte)                 | 1881 (Mietshaus)                                                             | mit Läden, gründerzeitlicher Bau mit historisierender Fassade, Teil einer markanten Blockbebauung, baugeschichtlich von Bedeutung | 09214679  |
| Weitere Bilder                          | Mietshaus in geschlossener Bebauung | Görlitzer Straße 5 (Karte)                 | 1881 (Mietshaus)                                                             | mit Laden, gründerzeitlicher Bau mit historisierender Fassade, Teil einer markanten Blockbebauung, baugeschichtlich von Bedeutung | 09214680  |
| Weitere Bilder                          | Mietshaus in geschlossener Bebauung | Görlitzer Straße 7 (Karte)                 | 1881 (Mietshaus)                                                             | gründerzeitlicher Bau mit historisierender Fassade, Teil einer markanten Blockbebauung, baugeschichtlich von Bedeutung | 09214681  |
| Weitere Bilder                          | XV. Bezirksschule (ehem.): Schule in halboffener Bebauung | Görlitzer Straße 8; 10 (Karte)             | 1875–1876 (Schule)                                                           | stattlicher Schulbau mit symmetrischer Schaufassade zur Görlitzer Straße, baugeschichtlich, ortsgeschichtlich und sozialgeschichtlich von Bedeutung; Schulgebäude der 15. Grundschule | 09214686  |
| Weitere Bilder                          | Mietshaus in geschlossener Bebauung | Görlitzer Straße 9 (Karte)                 | 1881 (Mietshaus)                                                             | mit Läden, gründerzeitlicher Bau mit historisierender Fassade, Teil einer markanten Blockbebauung, baugeschichtlich von Bedeutung | 09214682  |
| Weitere Bilder                          | Mietshaus in geschlossener Bebauung und Hintergebäude | Görlitzer Straße 11 (Karte)                | 1885 (Mietshaus)                                                             | mit Laden, gründerzeitlicher Bau mit historisierender Fassade, Teil einer markanten Blockbebauung, baugeschichtlich von Bedeutung | 09214683  |
| Weitere Bilder                          | Wohnhaus in geschlossener Bebauung | Görlitzer Straße 13 (Karte)                | 2. Viertel 19. Jh. (Wohnhaus)                                                | mit Läden, eines der wenigen noch erhaltenen Wohnhäuser aus der ersten Hälfte des 19. Jhs., baugeschichtlich und stadtentwicklungsgeschichtlich von Bedeutung | 09214684  |
| Weitere Bilder                          | Mietshaus in geschlossener Bebauung konzipiert | Görlitzer Straße 14 (Karte)                | um 1890 (Mietshaus)                                                          | mit Laden, charakteristische, gründerzeitliche Klinker-Sandstein-Fassade, Teil einer markanten Blockbebauung, baugeschichtlich und stadtentwicklungsgeschichtlich von Bedeutung | 09214687  |
| Weitere Bilder                          | Mietshaus mit Hofflügel in geschlossener Bebauung | Görlitzer Straße 15 (Karte)                | 1885 (Mietshaus)                                                             | mit Laden, gründerzeitlicher Bau mit historisierender Fassade, Teil einer markanten Blockbebauung, baugeschichtlich von Bedeutung | 09214685  |
| Weitere Bilder                          | Doppelmietshaus in geschlossener Bebauung | Görlitzer Straße 18; 18b (Karte)           | um 1900 (Doppelmietshaus)                                                    | mit Läden, charakteristische, spätgründerzeitliche Klinker-Sandstein-Fassade, Teil einer markanten Blockbebauung, baugeschichtlich und stadtentwicklungsgeschichtlich von Bedeutung | 09214724  |
| Weitere Bilder                          | Mietshaus in geschlossener Bebauung | Görlitzer Straße 20 (Karte)                | um 1900 (Mietshaus)                                                          | mit Laden, markanter Wohnbau mit reicher, spätgründerzeitlicher Klinker-Sandstein-Fassade, Teil einer markanten Blockbebauung, baugeschichtlich und stadtentwicklungsgeschichtlich von Bedeutung | 09214722  |
| Weitere Bilder                          | Mietshaus in geschlossener Bebauung | Görlitzer Straße 23 (Karte)                | um 1890 (Mietshaus)                                                          | mit Läden, spätgründerzeitlicher Bau mit historisierender Klinker-Sandstein-Fassade, Teil einer markanten Blockbebauung, baugeschichtlich von Bedeutung | 09214688  |
| Weitere Bilder                          | Mietshaus in geschlossener Bebauung und Hintergebäude | Görlitzer Straße 25 (Karte)                | um 1910 (Mietshaus)                                                          | Kunsthof Dresden, mit Läden, bemerkenswerter Wohnbau, Architektur zwischen Jugend- und Reformstil, Teil einer markanten Blockbebauung, baugeschichtlich und stadtentwicklungsgeschichtlich von Bedeutung mit Durchgang zur Alaunstraße 70 | 09214725  |
| Weitere Bilder                          | Mietshaus in geschlossener Bebauung | Görlitzer Straße 27 (Karte)                | 1870/1880 (Mietshaus)                                                        | mit Laden, gründerzeitlicher Putzbau mit historisierender Fassade, baugeschichtlich von Bedeutung | 09214726  |
| Weitere Bilder                          | Doppelmietshaus in geschlossener Bebauung | Görlitzer Straße 28; 30 (Karte)            | um 1890 (Doppelmietshaus)                                                    | konzipiert mit Läden, charakteristische, gründerzeitliche Klinker-Sandstein-Fassade mit Stilelementen der Neorenaissance, Teil einer markanten Blockbebauung, baugeschichtlich und stadtentwicklungsgeschichtlich von Bedeutung | 09214727  |
| Weitere Bilder                          | Mietshaus in geschlossener Bebauung konzipiert | Görlitzer Straße 29 (Karte)                | um 1890 (Mietshaus)                                                          | mit Laden, charakteristische, gründerzeitliche Putz-Sandstein-Fassade, Teil einer markanten Blockbebauung, baugeschichtlich und stadtentwicklungsgeschichtlich von Bedeutung | 09214728  |
| Weitere Bilder                          | Mietshaus in geschlossener Bebauung | Görlitzer Straße 32 (Karte)                | um 1885 (Mietshaus)                                                          | mit Laden, charakteristische, gründerzeitliche Putz-Sandstein-Fassade, Teil einer markanten Blockbebauung, baugeschichtlich und stadtentwicklungsgeschichtlich von Bedeutung | 09214729  |
| Weitere Bilder                          | Doppelmietshaus in ehemals geschlossener Bebauung | Görlitzer Straße 35; 37 (Karte)            | um 1900 (Doppelmietshaus)                                                    | mit Läden, charakteristische, spätgründerzeitliche Klinker-Sandstein-Fassade mit reicher Gliederung, Teil einer markanten Blockbebauung, baugeschichtlich und stadtentwicklungsgeschichtlich von Bedeutung | 09214730  |
| Weitere Bilder                          | Wohnhaus in geschlossener Bebauung | Görlitzer Straße 36 (Karte)                | 2. Viertel 19. Jh. (Wohnhaus)                                                | eines der wenigen noch erhaltenen Wohnhäuser aus dem zweiten Viertel des 19. Jhs., baugeschichtlich und stadtentwicklungsgeschichtlich von Bedeutung | 09214731  |
| Weitere Bilder                          | Mietshaus in geschlossener Bebauung | Görlitzer Straße 38 (Karte)                | um 1890 (Mietshaus)                                                          | mit Laden, charakteristische, gründerzeitliche Klinker-Sandstein-Fassade, Teil einer markanten Blockbebauung, baugeschichtlich und stadtentwicklungsgeschichtlich von Bedeutung | 09214732  |
| Weitere Bilder                          | Mietshaus in geschlossener Bebauung | Görlitzer Straße 39 (Karte)                | um 1900 (Mietshaus)                                                          | mit Läden, charakteristische, gründerzeitliche Klinker-Sandstein-Fassade, Teil einer markanten Blockbebauung, baugeschichtlich und stadtentwicklungsgeschichtlich von Bedeutung | 09214694  |
| Weitere Bilder                          | Wohnhaus in geschlossener Bebauung | Görlitzer Straße 40 (Karte)                | 2. Viertel 19. Jh. (Wohnhaus)                                                | eines der wenigen noch erhaltenen Wohnhäuser aus dem ersten Viertel des 19. Jhs., baugeschichtlich und stadtentwicklungsgeschichtlich von Bedeutung | 09218836  |
| Weitere Bilder                          | Mietshaus in geschlossener Bebauung | Görlitzer Straße 41 (Karte)                | um 1895 (Mietshaus)                                                          | mit Laden, charakteristische, gründerzeitliche Klinker-Sandstein-Fassade, Teil einer markanten Blockbebauung, baugeschichtlich und stadtentwicklungsgeschichtlich von Bedeutung | 09214693  |
| Direkt Bild zu diesem Denkmal hochladen | Wohnhaus in geschlossener Bebauung | Görlitzer Straße 43 (Karte)                | 1860 (Wohnhaus)                                                              | mit Laden, Putzbau mit historisierender Fassade, baugeschichtlich von Bedeutung | 09214692  |
| Weitere Bilder                          | Mietshaus in geschlossener Bebauung | Görlitzer Straße 44 (Karte)                | um 1890 (Mietshaus)                                                          | charakteristische, gründerzeitliche Klinker-Sandstein-Fassade mit Stilvorbild der Renaissance, Teil einer markanten Blockbebauung, baugeschichtlich und stadtentwicklungsgeschichtlich von Bedeutung | 09214733  |
| Weitere Bilder                          | Wohnhaus in geschlossener Bebauung | Görlitzer Straße 45 (Karte)                | 1860 (Wohnhaus)                                                              | mit Laden, Putzbau mit historisierender Fassade, baugeschichtlich von Bedeutung | 09214691  |
| Weitere Bilder                          | Mietshaus in geschlossener Bebauung | Görlitzer Straße 46 (Karte)                | um 1885 (Mietshaus)                                                          | mit Laden, aufwendige, gründerzeitliche Putz-Sandstein-Fassade mit Stilelementen der Neorenaissance, Teil einer markanten Blockbebauung, baugeschichtlich und stadtentwicklungsgeschichtlich von Bedeutung | 09214734  |
| Weitere Bilder                          | Mietshaus in geschlossener Bebauung | Görlitzer Straße 47 (Karte)                | um 1885 (Mietshaus)                                                          | gründerzeitlicher Bau mit historisierender Fassade, Teil einer markanten Blockbebauung, baugeschichtlich von Bedeutung | 09214690  |
| Weitere Bilder                          | Mietshaus in geschlossener Bebauung | Görlitzer Straße 49 (Karte)                | um 1890 (Mietshaus)                                                          | gründerzeitlicher Bau mit historisierender Putz-Sandstein-Fassade, Teil einer markanten Blockbebauung, baugeschichtlich von Bedeutung | 09214689  |
|                                         | Wohnhaus in Ecklage und halboffener Bebauung | Hohnsteiner Straße 2 (Karte)               | um 1865 (Wohnhaus)                                                           | siehe auch Prießnitzstraße 52, schlichte, horizontal gegliederte Fassade mit spätklassizistischen Elementen, baugeschichtlich und stadtentwicklungsgeschichtlich von Bedeutung | 09218842  |
|                                         | Mietshaus in geschlossener Bebauung | Jordanstraße 4 (Karte)                     | um 1890 (Mietshaus)                                                          | mit Laden, gründerzeitlicher Bau mit historisierender Putz-Sandstein-Fassade, als Teil einer geschlossenen Blockrandbebauung baugeschichtlich und stadtentwicklungsgeschichtlich von Bedeutung | 09214735  |
|                                         | Mietshaus in geschlossener Bebauung | Jordanstraße 6 (Karte)                     | um 1890 (Mietshaus)                                                          | gründerzeitlicher Bau mit historisierender Putz-Sandstein-Fassade, als Teil einer geschlossenen Blockrandbebauung baugeschichtlich und stadtentwicklungsgeschichtlich von Bedeutung | 09214736  |
|                                         | Mietshaus in geschlossener Bebauung | Jordanstraße 8 (Karte)                     | um 1890 (Mietshaus)                                                          | mit Laden, gründerzeitlicher Bau mit historisierender Putz-Sandstein-Fassade, als Teil einer ehemals geschlossenen Blockrandbebauung baugeschichtlich und stadtentwicklungsgeschichtlich von Bedeutung | 09214737  |
|                                         | Mietshaus in Ecklage und geschlossener Bebauung | Jordanstraße 9 (Karte)                     | um 1890 (Mietshaus)                                                          | mit Laden, charakteristischer, historisierender Putzbau mit verbrochener Ecke, als Teil einer geschlossenen Blockrandbebauung baugeschichtlich und städtebaulich von Bedeutung | 09214738  |
|                                         | Mietshaus in geschlossener Bebauung | Jordanstraße 17 (Karte)                    | um 1880 (Mietshaus)                                                          | gründerzeitlicher Bau mit historisierender Klinker-Sandstein-Fassade, als Teil einer geschlossenen Blockrandbebauung baugeschichtlich und stadtentwicklungsgeschichtlich von Bedeutung | 09214741  |
|                                         | Mietshaus in geschlossener Bebauung | Jordanstraße 28 (Karte)                    | um 1880 (Mietshaus)                                                          | Teil einer geschlossenen Häuserzeile innerhalb der zumeist gründerzeitlich geprägten Antonstadt, stadtentwicklungsgeschichtlich von Belang | 09214740  |
|                                         | Mietshaus in geschlossener Bebauung | Jordanstraße 30 (Karte)                    | um 1880 (Mietshaus)                                                          | charakteristische, historisierende Putz-Sandstein-Fassade mit Stilelementen der Neorenaissance, als Teil einer geschlossenen Blockrandbebauung baugeschichtlich und stadtentwicklungsgeschichtlich von Bedeutung | 09214739  |
|                                         | Wohnhaus in geschlossener Bebauung | Kamenzer Straße 3 (Karte)                  | um 1870 (Wohnhaus)                                                           | zeittypischer Putzbau mit historisierender Fassade, Teil einer markanten gründerzeitlichen Blockbebauung, baugeschichtlich und stadtentwicklungsgeschichtlich von Bedeutung | 09215263  |
|                                         | Wohnhaus in geschlossener Bebauung | Kamenzer Straße 5 (Karte)                  | um 1870 (Wohnhaus)                                                           | schlichter Putzbau mit historisierender Fassade, Teil einer markanten gründerzeitlichen Blockbebauung, stadtentwicklungsgeschichtlich bedeutend | 09215264  |
|                                         | Mietshaus in ehemals geschlossener Bebauung | Kamenzer Straße 6 (Karte)                  | um 1870 (Mietshaus)                                                          | markanter Bau mit historisierender Fassade, Teil einer markanten gründerzeitlichen Blockbebauung, baugeschichtlich und stadtentwicklungsgeschichtlich von Bedeutung | 09215088  |
|                                         | Wohnhaus in geschlossener Bebauung | Kamenzer Straße 7 (Karte)                  | um 1870 (Wohnhaus)                                                           | schlichter Putzbau mit historisierender Fassade, Teil einer markanten gründerzeitlichen Blockbebauung, stadtentwicklungsgeschichtlich bedeutend | 09215265  |
|                                         | Mietshaus in geschlossener Bebauung | Kamenzer Straße 8 (Karte)                  | 1874 (Mietshaus)                                                             | Putzbau mit historisierender Fassade, Teil einer markanten gründerzeitlichen Blockbebauung, baugeschichtlich und stadtentwicklungsgeschichtlich von Bedeutung | 09215089  |
|                                         | Mietshaus in geschlossener Bebauung | Kamenzer Straße 9 (Karte)                  | um 1885 (Mietshaus)                                                          | zeittypisches Gebäude des ausgehenden 19. Jahrhunderts mit schlichter Putzfassade, Teil einer markanten Blockbebauung, stadtentwicklungsgeschichtlich von Bedeutung | 09215159  |
|                                         | Mietshaus in geschlossener Bebauung | Kamenzer Straße 10 (Karte)                 | um 1885 (Mietshaus)                                                          | charakteristischer, gründerzeitlicher Bau mit historisierender Putz-Sandstein-Fassade, Teil einer markanten Blockbebauung, baugeschichtlich und stadtentwicklungsgeschichtlich von Bedeutung | 09215090  |
|                                         | Mietshaus in halboffener Bebauung | Kamenzer Straße 11 (Karte)                 | um 1870 (Mietshaus)                                                          | mit Laden, markanter, gründerzeitlicher Bau mit historisierender Putz-Sandstein-Fassade, Teil einer markanten Blockbebauung, baugeschichtlich und stadtentwicklungsgeschichtlich von Bedeutung | 09215266  |
|                                         | Mietshaus in geschlossener Bebauung | Kamenzer Straße 12 (Karte)                 | um 1885 (Mietshaus)                                                          | markanter Bau mit historisierender Putz-Sandstein-Fassade im Stil der Neorenaissance, als Teil einer weitgehend geschlossenen Blockrandbebauung baugeschichtlich und stadtentwicklungsgeschichtlich von Bedeutung | 09215091  |
|                                         | Mietshaus in geschlossener Bebauung | Kamenzer Straße 16 (Karte)                 | um 1900 (Mietshaus)                                                          | repräsentativer Wohnbau mit historisierender Klinker-Sandstein-Fassade und einigem Jugendstildekor, als Teil einer geschlossenen Blockrandbebauung baugeschichtlich und stadtentwicklungsgeschichtlich von Bedeutung | 09215160  |
|                                         | Mietshaus mit angebautem Hinterhaus in geschlossener Bebauung | Kamenzer Straße 17 (Karte)                 | um 1900 (Mietshaus)                                                          | mit Laden, zeittypische Klinker-Sandstein-Fassade, Teil einer markanten gründerzeitlichen Blockbebauung, baugeschichtlich und stadtentwicklungsgeschichtlich von Bedeutung | 09218846  |
|                                         | Orpheum Dresden | Kamenzer Straße 19 (Karte)                 | 1898 (Mietshaus), um 1890 (Ballsaal)                                         | Mietshaus in geschlossener Bebauung und rückwärtiger Ballsaal; mit Laden, charakteristischer Wohnbau mit gründerzeitlicher Putz-Sandstein-Fassade nach historischem Stilvorbild der Renaissance, der Ballsaal »Orpheum« als ehemaliges Tanz- und Versammlungslokal baugeschichtlich, ortsgeschichtlich und stadtentwicklungsgeschichtlich von Bedeutung | 09215170  |
|                                         | Mietshaus in Ecklage in geschlossener Bebauung | Kamenzer Straße 20 (Karte)                 | um 1900 (Mietshaus)                                                          | mit Laden, repräsentatives, spätgründerzeitliches Mietshaus mit Klinkerfassade, besonderer Akzent durch verbrochene Ecke mit Balkonen und stumpfpyramidalem Helm, Teil einer markanten gründerzeitlichen Blockbebauung, baugeschichtlich, stadtentwicklungsgeschichtlich und straßenbildprägend bedeutend | 09215161  |
|                                         | Mietshaus in geschlossener Bebauung und Hintergebäude | Kamenzer Straße 22 (Karte)                 | um 1895 (Mietshaus)                                                          | mit Laden, charakteristischer, spätgründerzeitlicher Bau mit historistischer Klinkerfassade, Teil einer markanten Blockbebauung, baugeschichtlich und stadtentwicklungsgeschichtlich von Bedeutung | 09215092  |
|                                         | Mietshaus in geschlossener Bebauung | Kamenzer Straße 23 (Karte)                 | um 1890 (Mietshaus)                                                          | mit Laden, gründerzeitliches Mietshaus mit ausgewogener Klinker-Sandstein-Fassade, Teil einer markanten Blockbebauung, baugeschichtlich und stadtentwicklungsgeschichtlich von Bedeutung | 09215162  |
|                                         | Mietshaus in geschlossener Bebauung | Kamenzer Straße 25 (Karte)                 | um 1890 (Mietshaus)                                                          | mit Laden, spätgründerzeitlicher Bau mit historisierender Klinker-Sandstein-Fassade, als Teil einer markanten Blockbebauung baugeschichtlich von Bedeutung | 09215163  |
|                                         | Wohnhaus in ehemals geschlossener Bebauung | Kamenzer Straße 27 (Karte)                 | um 1850 (Wohnhaus)                                                           | eines der wenigen im Straßenzug noch erhaltenen Wohnhäuser aus der ersten Hälfte des 19. Jhs., baugeschichtlich und stadtentwicklungsgeschichtlich von Bedeutung | 09215164  |
|                                         | Mietshaus in geschlossener Bebauung | Kamenzer Straße 34 (Karte)                 | um 1895 (Mietshaus)                                                          | mit Laden, markanter Bau mit aufwendiger Putz-Sandstein-Fassade im Stil der Neorenaissance, als Teil einer weitgehend geschlossenen Blockrandbebauung baugeschichtlich und stadtentwicklungsgeschichtlich von Bedeutung | 09215165  |
|                                         | Mietshaus in geschlossener Bebauung | Kamenzer Straße 36 (Karte)                 | um 1895 (Mietshaus)                                                          | mit Laden, repräsentatives, spätgründerzeitliches Mietshaus mit Klinkerfassade, besonderer Akzent durch verbrochene Ecke mit Balkonen und Bekrönung durch Haube und Schmuckgiebel, Teil einer markanten gründerzeitlichen Blockbebauung, baugeschichtlich, stadtentwicklungsgeschichtlich und straßenbildprägend bedeutend | 09215093  |
|                                         | Mietshaus in geschlossener Bebauung | Kamenzer Straße 37 (Karte)                 | um 1885 (Mietshaus)                                                          | gründerzeitlicher Bau mit historisierender Putzfassade, Teil einer markanten Blockbebauung, baugeschichtlich und stadtentwicklungsgeschichtlich von Bedeutung | 09215166  |
|                                         | Mietshaus in geschlossener Bebauung | Kamenzer Straße 38 (Karte)                 | um 1895 (Mietshaus)                                                          | mit Laden, spätgründerzeitlicher Bau mit historisierender Klinker-Sandstein-Fassade, Teil einer markanten Blockbebauung, baugeschichtlich und stadtentwicklungsgeschichtlich von Bedeutung | 09215167  |
|                                         | Mietshaus in geschlossener Bebauung | Kamenzer Straße 40 (Karte)                 | um 1890 (Mietshaus)                                                          | mit Laden, spätgründerzeitlicher Bau mit historisierender Klinkerfassade, Teil einer markanten Blockbebauung, baugeschichtlich und stadtentwicklungsgeschichtlich von Bedeutung | 09215168  |
|                                         | Mietshaus in halboffener Bebauung | Kamenzer Straße 45 (Karte)                 | 1899 (Mietshaus)                                                             | charakteristische, spätgründerzeitliche Klinker-Sandstein-Fassade mit Stilelementen der Neorenaissance, Teil einer markanten Blockbebauung, baugeschichtlich und stadtentwicklungsgeschichtlich von Bedeutung | 09215169  |
|                                         | Mietshaus in geschlossener Bebauung | Kamenzer Straße 47 (Karte)                 | um 1890 (Mietshaus)                                                          | mit Laden, charakteristische, gründerzeitliche Klinker-Sandstein-Fassade, Teil einer markanten Blockbebauung, baugeschichtlich und stadtentwicklungsgeschichtlich von Bedeutung | 09215171  |
| Weitere Bilder                          | Mietshaus in ehemals geschlossener Bebauung | Katharinenstraße 1 (Karte)                 | 1901 (Mietshaus)                                                             | repräsentativer Wohnbau mit reichem, bauplastischen Schmuck im Jugendstil, baugeschichtlich, künstlerisch und stadtentwicklungsgeschichtlich von Bedeutung | 09214970  |
| Weitere Bilder                          | Mietshaus in ehemals geschlossener Bebauung | Katharinenstraße 3 (Karte)                 | 1903–1904, bezeichnet 1903 (Mietshaus)                                       | repräsentativer Wohnbau mit reichem, bauplastischen Schmuck im Jugendstil, baugeschichtlich, künstlerisch und stadtentwicklungsgeschichtlich von Bedeutung | 09214971  |
| Weitere Bilder                          | Mietshaus in geschlossener Bebauung | Katharinenstraße 5 (Karte)                 | 1902–1903, bezeichnet 1903 (Mietshaus)                                       | repräsentativer Wohnbau mit reichem, bauplastischen Schmuck im Jugendstil, baugeschichtlich, künstlerisch und stadtentwicklungsgeschichtlich von Bedeutung | 09214972  |
|                                         | Wohnhaus in offener Bebauung | Katharinenstraße 6 (Karte)                 | um 1875 (Wohnhaus)                                                           | historisierendes Wohngebäude aus der Gründerzeit mit akzentuierendem Fassadenschmuck, baugeschichtlich bedeutend | 09215253  |
|                                         | Doppelwohnhaus in halboffener Bebauung | Katharinenstraße 8; 10 (Karte)             | um 1855 (Doppelwohnhaus)                                                     | zeittypische Putzbauten, Beispiele für die wenigen noch erhaltenen, zumeist zweigeschossigen Wohnhäuser aus der Mitte des 19. Jhs. in der Antonstadt, baugeschichtlich und stadtentwicklungsgeschichtlich von Bedeutung | 09215254  |
|                                         | Plastik eines Feuerwehrmanns | Katharinenstraße 9 (Karte)                 | 1937 (Statue)                                                                | wohl Terrakotta, markante, expressiv wirkende Figur an der Fassade der ehemaligen Feuerwehrschule, geschichtlich und künstlerisch von Bedeutung | 09306492  |
|                                         | Mietshaus in halboffener Bebauung | Katharinenstraße 10b (Karte)               | um 1900 (Mietshaus)                                                          | repräsentativer, spätgründerzeitlicher Wohnbau mit historisierender Putz-Sandstein-Fassade, baugeschichtlich und stadtentwicklungsgeschichtlich von Bedeutung | 09215255  |
|                                         | Wohnhaus in halboffener Bebauung | Katharinenstraße 12 (Karte)                | 1874 (Wohnhaus)                                                              | markanter, gründerzeitlicher Wohnbau mit historisierender Fassade, baugeschichtlich und stadtentwicklungsgeschichtlich von Bedeutung | 09214973  |
|                                         | Doppelwohnhaus in offener Bebauung | Katharinenstraße 14; 16 (Karte)            | 1857 (Doppelwohnhaus)                                                        | charakteristische, zeittypische Wohnbauten mit aufwendiger Fassadengestaltung, baugeschichtlich und stadtentwicklungsgeschichtlich von Bedeutung | 09214974  |
|                                         | Mietshaus in geschlossener Bebauung | Katharinenstraße 15 (Karte)                | um 1885 (Mietshaus)                                                          | gründerzeitlicher Bau mit historisierender Fassade, baugeschichtlich von Bedeutung | 09215257  |
|                                         | Mietshaus in geschlossener Bebauung | Katharinenstraße 17 (Karte)                | um 1885 (Mietshaus)                                                          | gründerzeitlicher Bau mit schlichter, historisierender Fassade, baugeschichtlich von Bedeutung | 09215256  |
|                                         | Mietshaus in geschlossener Bebauung | Katharinenstraße 19 (Karte)                | um 1875 (Mietshaus)                                                          | gründerzeitlicher Bau mit schlichter, historisierender Fassade, baugeschichtlich von Bedeutung | 09215258  |
|                                         | Mietshaus in geschlossener Bebauung | Katharinenstraße 21 (Karte)                | um 1875 (Mietshaus)                                                          | gründerzeitlicher Bau mit schlichter, historisierender Fassade, baugeschichtlich von Bedeutung | 09215259  |
|                                         | Weichbildstein | Königsbrücker Straße (Karte)               | bezeichnet 1550 (Weichbildstein)                                             | Weichbildstein; diente der Abgrenzung des Weichbildes der Stadt und kennzeichnete die Stadtgerichtsgrenze, stadtgeschichtlich von Bedeutung, heute Seltenheitswert | 09218847  |
|                                         | Villa | Königsbrücker Straße 7 (Karte)             | Mitte 19. Jh. (Villa)                                                        | kleiner klassizistischer Putzbau mit schlichter Gliederung, baugeschichtlich von Bedeutung | 09215047  |
| Weitere Bilder                          | Mietvilla | Königsbrücker Straße 8 (Karte)             | um 1865 (Mietvilla)                                                          | markantes historisierendes Wohngebäude mit dominierendem, aus der Mitte verrücktem Risalit, reiche Sandsteingliederung der Fassade, baugeschichtlich, städtebaulich und stadtentwicklungsgeschichtlich von Bedeutung | 09215048  |
|                                         | Villa | Königsbrücker Straße 9 (Karte)             | Mitte 19. Jh. (Villa)                                                        | vorgründerzeitlicher Wohnbau mit akzentuierendem Fassadenschmuck, baugeschichtlich von Bedeutung | 09215049  |
| Weitere Bilder                          | Villa mit Einfriedung | Königsbrücker Straße 11 (Karte)            | 1833 (Villa)                                                                 | markanter spätklassizistischer Bau aus der Zeit des Biedermeier, Mitte durch Giebel und Schmuck betont, Teil des sogenannten „Grünrings“ um den Albertplatz, baugeschichtlich, künstlerisch und städtebaulich bedeutend | 09214639  |
| Weitere Bilder                          | Ausstattung im Treppenhaus | Königsbrücker Straße 12 (Karte)            | 3. Viertel 19. Jh. (Ausstattung)                                             | bemerkenswertes Interieur aus Säulen, Treppengeländern, Stuckdekor, marmorierten Wandflächen und Pilastern, Kapitellen, Fußbodengestaltung mit Schachbrettmuster usw., baugeschichtlich und künstlerisch bedeutend | 09210373  |
| Weitere Bilder                          | Villa mit Einfriedung | Königsbrücker Straße 18 (Karte)            | Mitte 19. Jh. (Villa)                                                        | vorgründerzeitlicher Putzbau mit klar gegliederte Fassade, baugeschichtlich von Bedeutung | 09215051  |
| Weitere Bilder                          | Mietvilla mit Einfriedung | Königsbrücker Straße 19 (Karte)            | 1900 (Mietvilla)                                                             | zeitweiliger Wohnsitz des Architekten Halvé, palaisartiger Bau, über dem Mittelrisalit Segmentbogengiebel, weitere Betonung der Ecken durch Turmanbauten, aufwendige Fassadengestaltung in Anlehnung an die Semper-Nicolai-Schule, auffällig die Rundbogenfenster im Hochparterre und im zweiten Obergeschoss, Akzentuierung der hervorgehobenen Bauteile durch Balkone bzw. reichen Schmuck, Anwesen baugeschichtlich und stadtentwicklungsgeschichtlich sowie künstlerisch bedeutend | 09214640  |
| Weitere Bilder                          | Hauptpost Dresden-Neustadt | Königsbrücker Straße 27 (Karte)            | 1962–1964 (Schalterhalle)                                                    | Schalterhalle mit gestaltetem Außenbereich; Flachtrakt, Eingang mit Porzellankachelwand und Überdachung, im Obergeschoss großflächig verglaster Speisesaal, eines der innovativsten Gebäude der DDR-Moderne in Dresden, baugeschichtlich und künstlerisch bedeutend. Hauptpost Neustadt mit Eingangsbereich und Schalterhalle, errichtet nach Plänen von Wolfram Starke und Kurt Nowotny in der Moderne der 1960er Jahre, seit 1995 unter Denkmalschutz. | 09218848  |
| Weitere Bilder                          | Wohnhaus in offener Bebauung | Königsbrücker Straße 35 (Karte)            | 1847 (Wohnhaus)                                                              | zeittypischer Putzbau mit klar gegliederter Fassade, baugeschichtlich und städtebaulich von Bedeutung | 09214642  |
| Weitere Bilder                          | Mietshaus in Ecklage und geschlossener Bebauung | Königsbrücker Straße 37 (Karte)            | 1878/1879 (lt. Adressbuch)                                                   | mit Laden, bildet mit den Häusern Nummer 39 und 41 städtebaulich bemerkenswertes Ensemble der Gründerzeit, Zusammenhang wird insbesondere durch die Ecktürme von Haus Nummer 37 und 41 sowie die weitgehend ähnlich gestalteten historisierenden Fassaden hergestellt, diese axial gegliedert, Akzentuierung der Ecken und der Eingangsachse von Haus Nummer 39, repräsentativ und anspruchsvoll gestaltete Wohnbauten, Anlage durch Geschlossenheit und besondere städtebauliche Erscheinung im Straßenraum hervorgehoben, in den Eingangsbereichen zumeist noch Stuckdekor, vor allem an den Decken, Ensemble baugeschichtlich, künstlerisch und städtebaulich bedeutend (siehe auch Königsbrücker Straße 39 und 41) | 09214643  |
| Weitere Bilder                          | Kaufhaus | Königsbrücker Straße 38 (Karte)            | 1909–1910 (Kaufhaus)                                                         | in den oberen Geschossen auch Wohnungen, repräsentativer Bau der versachlichten Architektur nach 1900, mit wenigen gliedernden Elementen und äußerst sparsamem Bauschmuck, durch drei Risalite mit bogenförmigen Bedachungen gegliedert, eines der wenigen erhaltenen Kaufhäuser aus dem Anfang des 20. Jahrhunderts in Dresden, Teil eines unverwechselbaren Straßenzuges, baugeschichtlich und städtebaulich bedeutend | 09214644  |
| Weitere Bilder                          | Mietshaus in geschlossener Bebauung | Königsbrücker Straße 39 (Karte)            | 1878/1879 (lt. Adressbuch)                                                   | mit Läden, bildet mit den Häusern Nummer 37 und 41 städtebaulich bemerkenswertes Ensemble der Gründerzeit, Zusammenhang wird insbesondere durch die Ecktürme von Haus Nummer 37 und 41 sowie die weitgehend ähnlich gestalteten historisierenden Fassaden hergestellt, diese axial gegliedert, Akzentuierung der Ecken und der Eingangsachse von Haus Nummer 39, repräsentativ und anspruchsvoll gestaltete Wohnbauten, Anlage durch Geschlossenheit und besondere städtebauliche Erscheinung im Straßenraum hervorgehoben, in den Eingangsbereichen zumeist noch Stuckdekor, vor allem an den Decken, Ensemble baugeschichtlich, künstlerisch und städtebaulich bedeutend (siehe auch Königsbrücker Straße 37 und 41) | 09214645  |
| Weitere Bilder                          | Mietshaus in geschlossener Bebauung | Königsbrücker Straße 40 (Karte)            | bezeichnet 1893 (Mietshaus)                                                  | mit Läden, spätgründerzeitliches Mietshaus mit aufwendig gestalteter Sandsteinfassade im Stil der Neorenaissance, Teil eines unverwechselbaren Straßenzuges, baugeschichtlich und städtebaulich von Bedeutung | 09214646  |
| Weitere Bilder                          | Mietshaus in Ecklage und geschlossener Bebauung | Königsbrücker Straße 41 (Karte)            | 1878–1879 (Mietshaus)                                                        | mit Läden, bildet mit den Häusern Nummer 37 und 39 städtebaulich bemerkenswertes Ensemble der Gründerzeit, Zusammenhang wird insbesondere durch die Ecktürme von Haus Nummer 37 und 41 sowie die weitgehend ähnlich gestalteten historisierenden Fassaden hergestellt, diese axial gegliedert, Akzentuierung der Ecken und der Eingangsachse von Haus Nummer 39, repräsentativ und anspruchsvoll gestaltete Wohnbauten, Anlage durch Geschlossenheit und besondere städtebauliche Erscheinung im Straßenraum hervorgehoben, in den Eingangsbereichen zumeist noch Stuckdekor, vor allem an den Decken, Ensemble baugeschichtlich, künstlerisch und städtebaulich bedeutend (siehe auch Königsbrücker Straße 37 und 39) | 09214647  |
| Weitere Bilder                          | Mietshaus in geschlossener Bebauung | Königsbrücker Straße 42 (Karte)            | um 1890 (Mietshaus)                                                          | gründerzeitliches Mietshaus mit historistisch gestalteter Fassade, Teil eines unverwechselbaren Straßenzuges, baugeschichtlich und städtebaulich bedeutend | 09306804  |
| Weitere Bilder                          | Mietshaus in geschlossener Bebauung | Königsbrücker Straße 43 (Karte)            | um 1895 (Mietshaus)                                                          | mit Läden, charakteristischer spätgründerzeitlicher Bau mit historistischer Fassade, Teil eines auffälligen gründerzeitlichen Gevierts, baugeschichtlich und stadtentwicklungsgeschichtlich bedeutend | 09214648  |
| Weitere Bilder                          | Mietshaus in Ecklage und geschlossener Bebauung | Königsbrücker Straße 44 (Karte)            | um 1895 (Mietshaus)                                                          | mit Läden, charakteristisches und weitgehend authentisch erhaltenes spätgründerzeitliches Mietshaus, Teil eines unverwechselbaren Straßenzuges, baugeschichtlich und städtebaulich bedeutend | 09214649  |
| Weitere Bilder                          | Villa mit Garten und Einfriedung | Königsbrücker Straße 45 (Karte)            | 1858 (Villa)                                                                 | Wohnhaus dominiert von Mittelrisalit mit Rundbogenöffnungen, markantes Beispiel eines historisierenden Wohnbaus der für Dresden typischen Semper-Nicolai-Schule, einer Spielart der Neorenaissance, baugeschichtlich bedeutend, wegen seines gestalterischen Anspruchs künstlerisch wertvoll | 09214650  |
| Weitere Bilder                          | Mietshaus in geschlossener Bebauung und Ecklage | Königsbrücker Straße 46 (Karte)            | um 1885 (Mietshaus)                                                          | mit Läden, charakteristischer historisierender Bau aus dem letzten Viertel des 19. Jahrhunderts, baugeschichtlich bedeutend, als Teil eines unverwechselbaren Straßenzuges auch städtebaulich von Belang | 09304841  |
| Weitere Bilder                          | Wohnhaus in offener Bebauung | Königsbrücker Straße 47 (Karte)            | 1870/1880 (Wohnhaus)                                                         | markanter spätklassizistischer Bau mit aufwendiger hölzerner Veranda, Teil eines unverwechselbaren Straßenzuges, baugeschichtlich und städtebaulich bedeutend | 09214651  |
| Weitere Bilder                          | Mietshaus in geschlossener Bebauung | Königsbrücker Straße 48 (Karte)            | bezeichnet 1899 (Mietshaus)                                                  | mit Läden, charakteristische historistische Putz-Sandstein-Fassade, Teil eines unverwechselbaren Straßenzuges, baugeschichtlich und städtebaulich von Bedeutung | 09214654  |
| Weitere Bilder                          | Wohnhaus in halboffener Bebauung | Königsbrücker Straße 50 (Karte)            | 1865, lt. Adressbuch (Wohnhaus)                                              | mit Läden, Putzbau mit wohlproportionierter Fassade in Anlehnung an die Semper-Nicolai-Schule mit leicht vorgezogenem und erhöhtem Mittelteil, Teil eines unverwechselbaren Straßenzuges, baugeschichtlich und städtebaulich von Bedeutung | 09214655  |
| Weitere Bilder                          | Wohnhaus in offener Bebauung und drei Nebengebäude | Königsbrücker Straße 51 (Karte)            | 1870/1880 (Wohnhaus), um 1870 (Nebengebäude)                                 | historisierendes Wohngebäude aus der Gründerzeit, dominiert von Mittelrisalit und akzentuierendem Fassadenschmuck, als Teil eines unverwechselbaren Straßenzuges, baugeschichtlich und städtebaulich von Bedeutung | 09214652  |
| Weitere Bilder                          | Mietshaus in geschlossener Bebauung | Königsbrücker Straße 54 (Karte)            | um 1895 (Mietshaus)                                                          | mit Läden, repräsentative gründerzeitliche Klinker-Sandstein-Fassade des Historismus, Teil eines unverwechselbaren Straßenzuges, baugeschichtlich und städtebaulich von Bedeutung | 09214656  |
| Weitere Bilder                          | Schauburg | Königsbrücker Straße 55 (Karte)            |                                                                              | Kino; monumentales, frei stehendes Filmtheater an der Ecke zum Bischofsweg, markanter Bau zwischen Neuer Sachlichkeit, Expressionismus und Reformstil mit baugeschichtlicher, städtebaulicher und entscheidend straßenbildprägender Bedeutung 1927 (Kino) | 09214658  |
| Weitere Bilder                          | Mietshaus mit rückwärtigem eingeschossigem Anbau und erstem Hinterhaus in geschlossener Bebauung | Königsbrücker Straße 56 (Karte)            | bezeichnet 1893 (Mietshaus), vor 1891 (Hinterhaus)                           | mit Läden, markantes gründerzeitliches Anwesen, charakteristisch für die Neustadt, repräsentatives Vordergebäude eines der aufwendigsten und schmuckreichsten Wohnbauten des Historismus in Dresden, dominiert von mittigem Erker, seitlichen Loggien und Dacherkern auf denen sich der Zierrat häuft, Teil eines unverwechselbaren Straßenzuges, baugeschichtlich und städtebaulich sowie künstlerisch bedeutend | 09214657  |
| Weitere Bilder                          | Mietshaus in geschlossener Bebauung und eingeschossiges Mittelhaus | Königsbrücker Straße 58 (Karte)            | um 1900 (Mietshaus)                                                          | mit Läden, charakteristischer spätgründerzeitlicher Bau mit historistischer Klinker-Sandstein-Fassade, Teil eines unverwechselbaren Straßenzuges, baugeschichtlich und städtebaulich von Bedeutung | 09214659  |
| Weitere Bilder                          | Mietshaus in offener Bebauung | Königsbrücker Straße 59 (Karte)            | um 1870 (Mietshaus)                                                          | Putzbau mit historisierender Fassade, gestalterisch hervorgehoben durch dreiachsigen Mittelrisalit mit Portikus und Balkons, baugeschichtlich und stadtentwicklungsgeschichtlich bedeutend | 09215268  |
| Weitere Bilder                          | Mietshaus in geschlossener Bebauung | Königsbrücker Straße 60 (Karte)            | um 1900 (Mietshaus)                                                          | mit Laden, charakteristische, spätgründerzeitliche Klinker-Sandstein-Fassade des Historismus, Teil eines unverwechselbaren Straßenzuges, baugeschichtlich und städtebaulich von Bedeutung | 09214660  |
| Weitere Bilder                          | Mietshaus in geschlossener Bebauung | Königsbrücker Straße 62 (Karte)            | um 1895 (Mietshaus)                                                          | mit Laden, repräsentatives Gebäude mit Klinker-Sandstein-Fassade und Mittelrisalit, belebt durch aufwendigen historisierenden Bauschmuck, Teil eines unverwechselbaren Straßenzuges, baugeschichtlich und städtebaulich bedeutend | 09214661  |
| Weitere Bilder                          | Mietshaus in geschlossener Bebauung | Königsbrücker Straße 64 (Karte)            | bezeichnet 1891 (Mietshaus)                                                  | mit Laden, gründerzeitliches Mietshaus mit reich gegliederter Klinker-Sandstein-Fassade des Historismus, Teil eines unverwechselbaren Straßenzuges, baugeschichtlich und städtebaulich von Bedeutung | 09214662  |
| Weitere Bilder                          | Mietshaus in geschlossener Bebauung (Geburtshaus Kästner) | Königsbrücker Straße 66 (Karte)            | 1895 (Mietshaus)                                                             | mit Laden, charakteristischer spätgründerzeitlicher Bau mit historistischer Klinker-Sandstein-Fassade, Teil eines unverwechselbaren Straßenzuges, baugeschichtlich und städtebaulich von Bedeutung sowie als Geburtshaus des am 23. Februar 1899 im Dachgeschoss geborenen Schriftstellers Erich Kästner stadtgeschichtlich von Interesse | 09214663  |
| Weitere Bilder                          | Mietshaus in geschlossener Bebauung | Königsbrücker Straße 68 (Karte)            | um 1895 (Mietshaus)                                                          | mit Laden, markanter Bau mit historisierender Klinker-Fassade, Teil einer unverwechselbaren, geschlossenen Häuserzeile der späten Gründerzeit, baugeschichtlich und städtebaulich bedeutend | 09214664  |
| Weitere Bilder                          | Mietshaus in geschlossener Bebauung | Königsbrücker Straße 70 (Karte)            | 1903 (Mietshaus)                                                             | mit Läden, herausragendes, stattliches Gebäude mit aufwendiger Sandsteinfassade und künstlerisch wertvollem Dekor unter Verwendung von Jugendstilementen, Teil eines unverwechselbaren Straßenzuges, baugeschichtlich, städtebaulich und künstlerisch von Bedeutung | 09214665  |
| Weitere Bilder                          | Mietshaus in geschlossener Bebauung | Königsbrücker Straße 72 (Karte)            | 1902 (Mietshaus)                                                             | mit Ladenzone, repräsentatives Jugendstilgebäude mit zeittypischer Putzfassade und Natursteingliederung, dominiert durch geschwungenen Giebel und Erker, Teil eines unverwechselbaren Straßenzuges, baugeschichtlich und städtebaulich bedeutend | 09214666  |
| Weitere Bilder                          | Mietshaus in Ecklage und geschlossener Bebauung | Königsbrücker Straße 74 (Karte)            | 1910 (Mietshaus)                                                             | mit Läden, markantes Beispiel der Reformarchitektur mit versachlichter Fassadengestaltung und hohem ausgebauten Dachbereich, sparsamer Bauschmuck akzentuiert hervorgehobene Bauteile wie den Eckerker und die zwei Risalite, die Brüstungsfelder usw., sehr anspruchsvoll und ambitioniert gestalteter Wohnbau seiner Zeit, Teil eines unverwechselbaren Straßenzuges, baugeschichtlich und städtebaulich sowie künstlerisch bedeutend | 09214667  |
| Weitere Bilder                          | Dr.-Becker-Häuser: Gebäudegruppe und Einfriedung (Einzeldenkmal zu ID-Nr. 09214670) | Königsbrücker Straße 78 (Karte)            | 1907–1914 und bezeichnet 1907–1908 (Mehrfamilienwohnhaus)                    | Einzeldenkmal der Sachgesamtheit Sachgesamtheit Dr.-Becker-Häuser; Teile einer Wohnanlage des Dresdner Spar- und Bauvereins an Paulstraße und Königsbrücker Straße, gestalterisch markante Beispiele der Reformstil-Architektur nach 1900, baugeschichtlich und stadtentwicklungsgeschichtlich sowie künstlerisch bedeutend, benannt nach Dr. Becker, Vorstandsvorsitzender der Wohnungsbaugenossenschaft „Dresdner Bau- und Sparverein“ (gegr. 1883). | 09214671  |
|                                         | Mietshaus in Ecklage und offener Bebauung | Königsbrücker Straße 91 (Karte)            | um 1895 (Mietshaus)                                                          | mit Läden, stattlicher historisierender Bau mit charakteristischer Klinker-Sandstein-Fassade, im Eingangsbereich Stuckdekor und Reste qualitätvoller Ausmalung (als Dekorationsmalerei), baugeschichtlich und stadtentwicklungsgeschichtlich bedeutend, Ausmalung mit künstlerischem Anspruch | 09215045  |